# 2020 у театрі

## Події

### Театральні починання
- 30 січня під час засідання Спеціалізованої вченої ради Д 26.227.02 Інституту мистецтвознавства, фольклористики та етнології ім. М. Рильського НАН України відбувся захист дисертації доцентом кафедри театрознавства та акторської майстерності Майї Гарбузюк на здобуття наукового ступеня доктора мистецтвознавства. Тема дисертації — «Образ України у польському театрі ХІХ століття: імагологічний аспект».[1]
- Головою Союзу Євразійських театрів обрано генерального директора Херсонського театру ім. Миколи Куліша Олександра Книгу. Міжнародна конференція відбулася у Стамбулі.[2]
- 22 травня у приміщенні Миколаївського академічного художнього російського драматичного театру — відкрився інтерактивний Музею театру. (попередня дата відкриття була призначена до Всесвітнього дня театру 27 березня, та перенесена у зв'язку із карантином)[3][4]

- З моменту відставки Уряда Олексія Гончарука (4 березня 2020 року) Міністерство культури України залишається без голови — в. о. Світлана Фоменко. Про те, що уряд шукає гідного кандидата на посаду міністра культури та інформаційної політики, прем'єр-міністр Денис Шмигаль заявив у ефірі телеканалу ICTV 18 травня.[5] Серед кандидатів на посаду називаються Юлія Сінькевич (генеральна продюсерка ОМКФ), Володимир Шейко (генеральний директор Українського інститута), Іван Козленко (генеральний директор Національного центра Олександра Довженка), Лілія Млинарич (основательница фестиваля Jazz Koktebel), Павло Гудімов (власник «Я Галерея»), Слава Жила (театральний продюсер, директор-художній керівник театру «Актор»), Олександр Ткаченко (медіа-менеджер, народний депутат від політичної партії «Слуга народу», голова Комітету Верховної Ради України з питань гуманітарної та інформаційної політики), Світлана Долеско (співвласниця ТОВ «Докас», генеральна директорка «Центр української культури та мистецтва»).[6][7] Станом на 1 червня фракція партії «Слуга народу» підтримали кандидатуру Олександра Ткаченка на посаду міністра культури.[8] На посаду міністра Олександр Ткаченко заступив 4 червня 2020 р.[9]
- 29 серпня — У печері Кочубеївського рудника на Кіровоградщині свою першу виставу показав новий український екстрим-театр «ШуМ» — грали «127 годин» за книгою «Між молотом і ковадлом»[en] альпініста Арона Ралстона[10][11][12].
- 1 вересня — У Вінниці, на базі центру розвитку «Орігамі» відкрився перший професійний дитячий театр «The театр» (засновник — Карен Варданян, актор театру і кіно)[13].
- Вересень — 2 вересня Кабінет Міністрів України схвалив проєкт Указу Президента про надання статусу національного Сумському обласному академічному театру драми та музичної комедії імені М. С. Щепкіна, розроблений Міністерством культури та інформаційної політики[14][15]. Указ про надання статусу національного було підписано 8 вересня[16]. Інформація про надання статусу супроводжувалися суспільною дискусією[17].
- Жовтень — НСТДУ запустили Цифровий театральний архів (на момент запуска представлено 113 театрів, 311 вистав та 1488 персоналій)[18] та Бібліотеку української драматургії (на момент запуска представлено 50 сучасних драматургів і майже 250 п'є)[19].
- Жовтень — «Український павільйон» на Тбіліському бієнале сценографії 2020 представлений роботами 9 українських сценографів з різних регіонів України — Олександр Білозуб, Наталія Денисова, Інесса Кульчицька, Алія Меженіна, Богдан Поліщук, Сергій та Наталія Ридванецькі, Олег Татарінов, Дарія Зав'ялова (організація українського представництва — Галерея Сценографії, м. Львів)[20][21][22]

### Карантин
- Березень — у зв'язку із впровадженням карантину у зв'язку із пандемією коронавірусної хвороби та забороною відвідування масових заходів:
  - Театри припинили свою роботу.[23][24] Про існування в умовах карантину розказали Богдан Струтинський, Михайло Захаревич, Михайло Резнікович, Ростислав Держипільський, Олександр Книга, Стас Жирков, Ярослава Кравченко, Юлія Пивоварова, Андрій Білоус, Анатолій Солов'яненко, Віталій Малахов[25][26] Своєю інформацією поділилися художні керівники дев'яти львівських театрів.[27]
  - Театри відкрили відеоархіви своїх вистав на сайтах та ютуб-каналах. До онлайн ретроспектив долучилися: Одеський академічний театр музичної комедії імені М. Водяного[28][29], Національний академічний драматичний театр імені Івана Франка[30][31], Київський національний академічний театр оперети[32], Миколаївський академічний художній російський драматичний театр[33], Хмельницький обласний український музично-драматичний театр ім. Михайла Старицького[34]. Колекції зібраних відеовистав опублікували театральні портали «Theatre.love»[35] та «ProТеатр»[36];
  - Трансляцію наживо у приміщенні без глядачів започаткували «PostPlay Театр» (альманах 22 березня з вистав «Казка казок» Даниїла Пінько та роботи режисерок Станіслави Овчіннікової («Хованки») та Поліни Кундиренко («1х1+1» за Семюелем Беккетом та Сарою Кейн)[37], та «ProEnglish Theatre» (вистава «Heavenly Creatures» (реж. Анабель Сотело Рамірес, Павло Мороз, Дар'я Шаблієнко) — театральна адаптація фільму «Небесні створіння» Пітера Джексона).
  - В Одесі розробили та реалізували проєкт «Квартал культури» — бібліоподорож «„Тіні забутих предків“: чарівний світ творчості» під час якої можна познайомитись з творчістю як Михайла Коцюбинського, так й Сергія Параджанова — автора однойменного фільму, Івана Миколайчука — українського актора, виконавця ролі Івана Палійчука, та онлайн перегляд вистави «Тіні забутих предків» українського музично-драматичного театру (реж. Іван Уривський)[38]
  - Огляди театрів під час карантину: Львів[39]
  - Започатковані низка відеоформатів: «Золоті на зв'язку!» від театру «Золоті ворота», «Добраніч Глядачата» від Театр юного глядача на Липках, «Під театром» від театральної спільноти «DSP». Театр «Актор» у своєму форматі «Театр на виніс» експериментує — від виїздів у гості до акторів до проведення онлайн-вистав (1 квітня Артем Ємцов з власної студії, а Олексій Вертинський — з кухні, за допомогою програми відеоконференції Zoom зіграли виставу активного репертуару театру «Мегеры» за Доном Нігро[en].[40][41]. Пошуки віртуальної комунікації тривали[42].
  - В умовах карантину від уряду пролунало припущення про перерозподіл бюджету та забирання коштів з культурних інституцій.[43] Згодом з'явилося переглянуте урядом рішення зі збереженням основної частини запланованих коштів, а Міністерство культури України рекомендувало закладам культури зберегти оплату праці працівникам не нижче від двох третин тарифної ставки встановленого працівникові розряду (окладу)[44]
  - Під час карантину триває реконструкція Київського театру оперети — демонтаж і підготовка до реконструкції головного залу, оновлення стін, комунікації, порталу сцени, а на стелі планується художній розпис.[45][46]
  - Творча група розпочала фіксацію карантинних подій для майбутнього документального фільму[47]

- Травень — червень — театри користуються послабленням карантину, та починають роботу із глядачами:[48][49]
  - 23 травня — відкриття нової локації — сцени «Театральний дворик» Херсонського обласного академічного музично-драматичного театру ім. Миколи Куліша (внутрішнє подвір'я театру, вхід з вулиці Театральної)[50]
  - 1 червня — До Дня захисту дітей актори Івано-Франківського театру ляльок імені Марійки Підгірянки зіграв онлайн виставу «Бабуся і Ведмідь»[51]
  - 4 червня — у дворику Миколаївського академічного художнього російського драматичного театру відбувся перший спектакль літнього сезону в умовах поступового виходу з карантину. Дотримання рекомендацій щодо безпечної дистанції відбувалося за рахунок розставлених столиків. Першою виставою стала «Дванадцята ніч» Вільяма Шекспіра.[52]
  - Закарпатський обласний театр драми та комедії готує у місті Хуст театральний майданчик просто неба на Замковій горі. Першою постановкою театру на новій сцені стане «Легенда про Пинтя Велета».[53]
- Українські театри взяли участь у міжнародних фестивалях, які під час карантину перейшли в онлайн. Київський академічний театр драми і комедії на лівому березі Дніпра представив «Сімейний альбом» (реж. Маттео Сп'яцці) на International Online Theatre Festival 2020, Київський академічний театр «Золоті ворота» показав спеціально створену відеоверсію вистави «Тату, ти мене любив?» (реж. Стас Жирков) у програмі польських фестивалів Wschód Kultury/Inny Wymiar та Retroperspektywy 2020[54][55][56]. Вистави Стаса Жиркова театру «Золоті ворота» «Тату, ти мене любив?» та «Отелло/Україна/Facebook» взяли участь у IX Vіжнародному театральному фестивалі COM•MEDIA (м. Алітус, Литва), який пройшов у листопаді[57].
- Жовтень — Міністерство охорони здоров'я України звернулося до Кабміну з пропозицію впровадити так званий карантин вихідного дня, коли протиепідемічні заходи будуть посилені тільки в суботу і неділю, що передбачає обмеження роботи культурних закладів[58]. Проти запровадження такого «карантину» виступив Міністр культури та інформаційної політики Олександр Ткаченко[59][60]. На засіданні уряду 11 листопада прийнято рішення про запровадження карантину «вихідного дня»[61]. Видання «Главком» навело методи виживання від керівників театрів: Слави Жили (Театр «Актор»), Ярослави Кравченко (Дикий Театр), Дена Гуменного (PostPlayТеатру), Тетяни Едемської (ТЕ-АРТ), Євгена Морозова (театру «Візаві»), Михайла Бондаренка (Гастрольний Рух та театру Ampulka.ua)[62]. Обговорення загроз карантину вихідного дня проходить у засобах масової інформації[63]. Про те, як виживає «Культура на карантині» з'ясував у Малого, Дикого та PostPlay театрів проєкт «Culturno»[64]. У херсонському випуску «Культури на карантині» Олександр Книга розказав про адаптацію до умов Херсонського обласного академічного музично-драматичного театру ім. Миколи Куліша[65].
- Про зупинення, або призупинення своєї діяльності оголосив Театр Антона Чехова[ru] (Москва)[66].

### Театр і маркетинг
- У березні на порталі bazilik.media вийшов огляд кейсу «Як комунікують театри» на прикладі «Дикого театру», театру «ДАХ» та «Чорний квадрат»[67]. У травні — огляд про комунікацію державних театрів під назвою «Театри в епоху Netflix: як бути цікавими?» (театр «Золоті ворота», Театр імені Лесі Українки (Львів), Театр драми і комедії на лівому березі Дніпра, Національна оперета України та театр «Актор»)[68].
- Head of Design в Havas Kyiv Design Михайло Головачко випускає розширений допис, який грунтується на дослідженнях у галузі музейного брендингу, які показали, що брендинг та айдентика культурних інститутів допомагає сформувати у споживачів необхідні асоціації щодо їхніх продуктів, а також підвищити інтерес та лояльність. Стаття проілюстрована кейсами Одеського художнього музею та Київського театру драми і комедії на лівому березі Дніпра[69].
- Київський муніципальний академічний театр опери та балету для дітей та юнацтва презентував новий проєкт «Якщо ти не ідеш у театр — театр приходить до тебе», ідея якого полягає у приверненні уваги до проблем культурної сфери в умовах карантинних обмежень через пандемію. Фрагмент з опери «Viva la mamma» Гаетано Доніцетті актори театру виконали на Житньому ринку Києва[70]
- Веб-дизайнерка із Черкас Олена Окунєва створила логотип для Черкаського академічного музично-драматичного театру імені Тараса Шевченка, за основу якого використала два символи — вогню та пера фенікса, оскільки у 2015 році театр згорів, але ж мусить постати із попелу[71]
- Дмитро Андрєєв — засновник маркетингового агентства MOON studio, в колонці для MC.today розповів про створення афіш для Київського театру «Актор»[72].
- До відкриття нового сезону 18 серпня Київський національний академічний Молодий театр представив нову айдентику, яку розробили Оля Кузовкіна та Аліна Борисова — студентки курсу Visual Communications Professium у школі Projector[73].
- Арт-проєкт «Театр 360 градусів» (ініціаторки — актриса Даша Малахова і продюсерка Наталія Чижова). Анонс запуску пройшов у жовтні, основна ідея — створення відеоверсій театральних постановок з інтеграцією в них 3D-копій акторів та декорацій. Перша постановка, яку відзняли на відео, зацифрували та показали в онлайні (з 17 по 26 листопада), став «Камінний господар» київського Театру на Подолі (реж. Іван Уривський)[74][75]. Новина про проєкт вийшла на казахському телебаченні — в етері телеканалу «Хабар 24»[76][77].
- Дослідницький проєкт інтернет-порталу «Театральна риболовля» охопив детальне вивчення 2019 року у театрі:
  - Антологія театральних прем'єр, літератури, премій, фестивалів, скандалів, вистав-ювілярів, меморіальних подій, маркетингу в театрі та театральні медіа[78][79].
  - З березня по грудень 2020 року тривала складова частина проєкту під назвою «Театральні міста України». За 10 місяців опубліковано 44 часописи про 300 театрів 59 населених пунктів 24 областей України. Основна ідея проєкту — дослідити насиченість театрального життя максимальної кількості населених пунктів України. Збираються матеріалів державних, приватних, народних, аматорських театрів, а також театральних студій)[80][81][82]
- 19 грудня у Миколаївському академічному художньому російському драмтеатрі запустили проєкт «Кімната театральних професій», яка працює за припнципом бебісітеру — на час перегляду вистав дітей залишають в ігровому просторі, де вони отримують можливість й самі побути акторами, гримерами, костюмерами, режисерами[83][84].

### ЗМІ та блогосфера
- 16 жовтня — Режисер театру Дмитро Гусаков створює ютуб-канал «Кишеньковий Театр», на якому рефлексує на театральні події, проєкти та вистави свідком або учасником яких він безпосередньо стає[85].

### Театральні ювілеї
- Ювілеї театрів відмітили:
  - 6 березня — 75-річчя Івано-Франківському академічному обласному театру ляльок ім. Марійки Підгірянки[86]
  - 22 березня — 100-річчя Першого театру (Львів) (активність виключно на сторінках соцмереж з причин карантину)[87]
  - 10 квітня — 90-річчя Одеському театру юного глядача (активність виключно на сторінках соцмереж з причин карантину)[88]
  - 19 червня — 20-річчя харківського Театру 19[89]
  - 27 та 28 серпня — 100-річчя Національного академічного драматичного театру ім. Івана Франка[90][91][92]
  - 4 жовтня — 120-річчя Львівському національному академічному театру опери та балету ім. Соломії Крушельницької[93][94][95]
  - 11 жовтня — 90-річчя Тернопільського академічного обласного драматичного театру ім. Т. Г. Шевченка
  - 22 жовтня — 100-річчя Харківського театру для дітей та юнацтва
  - 7 листопада — 95-річчя Одеського академічного українського музично-драматичного театру ім. В. Василька[96]

- Ювілеї вистав відмітили:
  - 4 січня — 100-й показ вистави «Ніч перед Різдвом» за Миколою Гоголем (реж. Андрій Бакіров, Чернігівський обласний академічний український музично-драматичний театр імені Тараса Шевченка)
  - 19 лютого — 100-й показ вистави «Самотня леді» за Ігорем Афанасьєвим (реж. Петро Ільченко, Національний академічний драматичний театр імені Івана Франка)
  - 6 березня — Режисер Сергій Павлюк здійснив свою соту постановку, якою стала вистава «Територія жінки» (ніч еротичної поезії за творами братів Капранових) на сцені Херсонського обласного академічного музично-драматичного театру ім. Миколи Куліша.
  - 11 березня — 200-й показ вистави «Море… Ніч… Свічки…» за п'єсою «Це велике море» Йосефа Бар-Йосефа (реж. Едуард Митницький, Київський академічний театр драми і комедії на лівому березі Дніпра)
  - 18 березня — 5 років виставі «Сталкери» за п'єсою «На початку і наприкінці часів» Павла Ар'є (реж. Стас Жирков, ко-продукція київських театрів «Золоті ворота» та «Молодого театру»)[97][98]
  - 10 квітня — 10 років драмі-реквієму «Нація» за Марією Матіос (реж. Ростислав Держипільський, Івано-Франківський національний академічний обласний музично-драматичний театр імені Івана Франка)
  - 8 серпня — 35 років виставі «Сватання на Гончарівці» за Григорієм Квіткою-Основ'яненко (реж. Віктор Шулаков, Київський академічний Молодий театр)
  - 16 серпня — 200-й показ вистави «Швейк» за романом Ярослава Гашека (реж. Мирослав Гринишин та Андрій Жолдак, Національний академічний драматичний театр імені Івана Франка)
  - 23 жовтня — 100-й показ вистави «Занадто одружений таксист»[en] Рея Куні[en] (реж. Костянтин Добрунов, Донецький академічний обласний драматичний театр, м. Маріуполь) — прем'єра відбулася у 2007 році
  - 7 листопада — 100-й показ вистави «Моя професія — синьйор з вищого світу» Д. Скарначчі та Р. Тарабузі (реж. Анатолій Хостікоєв, Національний академічний драматичний театр імені Івана Франка)[99]
  - 20 грудня — 20 років виставі «Кайдаші» Наталі Дубіни за повістю «Кайдашева сім'я» І. Нечуя-Левицького (реж. Микола Яремків Київський національний академічний Молодий театр) (20 грудня вистава зіграна 251-й раз до 80-ліття Валерія Шептекіти — незмінного Омелька у постановці. Прем'єра відбулася 20 грудня 2000 року)[100]

### Меморіальні події
- 27 лютого — Іменем Анатолія Солов'яненка названа вулиця в Києві (перейменовано вулицю Олександра Бойченка у Дніпровському районі)[101][102]
- Ініціативна група театралів Прилук розпочала кампанію зі створення у місті муралу Миколи Яковченка на багатоповерхівці у центрі міста[103]
- червень — Миколаївською міською радою погоджено встановлення меморіальної дошки на будинку по вул. Велика Морська, у якому проживав народний артист України Віктор Пасечник (19 листопада 1939 — 24 червня 2019)  — актор, режисер, менеджер, який у різні часи працював у трьох театрах Миколаєва, в обласній філармонії[104]
- 4 серпня — Відкрита меморіальна дошка Едуарду Митницькому поряд із центральним входом до заснованого ним Театром драми і комедії на лівому березі Дніпра. Дизайн-проєкт Антона Кудряшова, Стаса Жиркова та Тамари Трунової було виготовлено Студією об'єднаних майстрів мистецтва України[105][106].
- 18 грудня — Презентовано макет майбутньої скульптури оперного співака, соліста Паризької національної опери Василя Сліпака, який загинув у бою від снайперської кулі. Відкриття композиції у мистецькому сквері ім. Василя Сліпака на Андріївському узвозі заплановано до 29 червня 2021 року[107]
- 23 грудня — У Києві біля Національної академії наук України відкрили меморіальні дошки поету, правозахиснику, діячу українського культурного руху шестидесятників Василю Стусу та діячу національно-демократичного руху 1960—1970-х рр., лауреату Державної премії ім. Т. Шевченка Івану Світличному[108].

### Прощання
- 17 вересня — Останній івент PostPlay Театру. Про закриття простору театру на вулиці Нижньоюрківській на своїй сторінці у фейсбук повідомив артдиректор Ден Гуменний[109][110].

із виставами
- 14 лютого — «Вій 2.0.» Наталі Ворожбит (реж. Максим Голенко, Дикий Театр) — прем'єра відбулася у 2014 році (в репертуарі «Дикого» — з 2016-го)
- 2 березня — «Акула» Девіда Мемета (реж. Станіслав Мойсеєв, Дикий Театр) — прем'єра відбулася 9 грудня 2019 року
- (??? карантин) 16 березня — «Схід-Захід» за творами підлітків зі Сходу та Заходу України (Влад Волощенко, Інна Якобчук, Богдан Мазурок, Оксана Тарасюк, Віталій Шмітько, Тетяна Ліщук, Надія Шерстюк, Максим Довгань) (реж. Влада Бєлозоренко, Театр «Актор») — прем'єра відбулася 11 березня 2018 року
- 26 вересня — «Муха-Цокотуха» за Корнієм Чуковським (реж. Олександр Біляцький, Харківський театр для дітей та юнацтва) — вистава йшла у репертуарі більше 20 років[111]
- 11 листопада — «Бути знизу» Юлії Тупікіної[ru] (реж. Юлія Мороз, Дикий Театр) — прем'єра відбулася у червні 2016 року
- 12 грудня — «Перехресні стежки» за повістю І. Франка (реж. Дмитро Чирипюк, Національний академічний драматичний театр імені Івана Франка) — прем'єра відбулася у 6 травня 2012 року, зіграно 77 вистав[112]

### Театральні скандали
- 27 березня з'являється інформація про те, що будівлю Дніпровського театрально-художнього коледжу у планах ліквідації та реорганізації[113]
- 18 травня акторка Київського театру драми і комедії на Лівому березі Оксана Черкашина на своїй сторінці у фейсбук опублікувала пост обурення, який спричинали переслані їх третьою особою скріни з приватної переписки директора — художнього керівника Київського театру «Актор» Слави Жили щодо пропозиції відвертих зйомок для нового проєкту театру zoom-трилел «Містер Баттерфляй». Допис переростає у тему «Насилля в театрі»[114][115][116][117][118][77]

## Прем'єри
Січень
- 10 січня —
  - «Двоє» за мотивами п'єси «Двоє на гойдалці» Вільяма Гібсона (реж. Юрій Невгамонний, «Театр на Чайній», м. Одеса)

- 15 січня —
  - «Ковток води» Джонні Фіста (реж. Джонні Фіст, Театр «13 дублінів», м. Київ)

- 16 січня —
  - «Так, я живу!» моновистава Світлани Лубенець (реж. Сергій Чверкалюк, Миколаївський академічний український театр драми і музичної комедії)[120]

- 21 січня —
  - «1984. Інша» балет-антиутопія на 1 дію на музику Гільдур Ґуднадоттір, Хаушка за романом-антиутопією Джорджа Орвелла (лібрето, хореографія, постановка — Ілля Мірошніченко, Катерина Кузнецова, Київ Модерн-балет)
  - «The Best!» Анатолія Хостікоєва за мотивами творів Артура Гейлі (реж. Анатолій Хостікоєв, Незалежний проєкт)
  - «Бельведер» Анатолія Дяченка (реж. Катерина Степанкова та Олексій Скляренко, Київська майстерня театрального мистецтва «Сузір'я»)[121]

- 25 січня —
  - «Вона жила в Парижі» Ізраїля Горовіца (реж. Сергій Корнієнко, Київський Молодий театр)
  - «Приборкання норовливої» Вільяма Шекспіра (реж. Вікторія Шевченко, Київський академічний обласний музично-драматичний театр імені П. К. Саксаганського)[122]

- 28 січня —
  - «Чорний біль» (Діти Чорнобиля) за мотивами книги «Чорнобильська молитва» Світлани Алексієвіч (реж. Іван Данілін, Дитяча театральна студія «Бу-Бу-Бу», м. Чернівці)

- 29 січня —
  - «Пригоди „не бравого“ вояка Шрамка» Олександра Варуна за романом «Герої, херої та інші» В. Запєка (реж. Олександр Варун, Дніпровський національний театр ім. Т. Шевченка)

- 31 січня —
  - «Маклена Граса» Миколи Куліша (реж. Дмитро Весельський, Український малий драматичний театр)[123]
  - «Скринька Пандори» Миколи Осипова (реж. Микола Осипов, Харківський театр сучасного мистецтва «Новая сцена»)
  - «Хлопчик із бляшанки» Крістіна Нестлінґера (реж. Артур Артіменьєв, Київський ТЮГ на Липках)

Лютий
- 1 лютого —
  - «13 перших правил» Дмитра Богославського (реж. Стас Жирков, Київський академічний театр драми і комедії на лівому березі Дніпра)
  - «From Germany With Love» імерсивна вистава-гра Андре Ерлен і Штефан X. Крафта (реж. Андре Ерлен і Штефан X. Крафт, Львівський драматичний театр імені Лесі Українки, мала сцена)

- 2 лютого —
  - «До тебе в сни…» Наталки Боймук за поезіями українських поетів Ліни Костенко та Анастасії Дмитрук (реж. Богдан Ревкевич, Національний академічний український драматичний театр імені Марії Заньковецької, камерна сцена)

- 7 лютого —
  - «Макбет» Андрія Бондаренко та Лєни Лягушонкової за мотивами п'єси Вільяма Шекспіра (реж. Роза Саркісян, Львівський драматичний театр імені Лесі Українки, мала сцена)[125]
  - «Острів INISHMAAN» за п'єсою «Каліка з острова Інішмаан» Мартіна Макдони (реж. Катерина Слюсар, Дніпропетровський міський молодіжний театр-студія «Віримо!», мала сцена)

- 8 лютого —
  - «Легенда про Тіля» Григорія Горіна (реж. Максим Голенко, Миколаївський академічний український театр драми і музичної комедії)[126][127]
  - «Попелюшка» за мотивами казки Шарля Перро (реж. Олеся Галканова-Лань, Національний академічний український драматичний театр імені Марії Заньковецької)

- 13 лютого —
  - «Казанова» за творами Марини Цвєтаєвої (реж. Євген Сокольченко, Миколаївський академічний художній російський драматичний театр)
  - «Мій Орфей. Жан Кокто» (реж. Владислав Детюченко, Театр сучасного танцю n'Era Dance Company)[128]

- 14 лютого —
  - «Виконувач бажань» Андрія Курейчика (реж. Владислав Шевченко, Полтавський академічний обласний український музично-драматичний театр імені Миколи Гоголя)
  - «Лускунчик» балет Петра Чайковського за однойменною казкою Ернста Гофмана (хореограф-постановник — Артем Шошин, Київський муніципальний академічний театр опери та балету для дітей та юнацтва)[129]
  - «Родина патологоанатома Людмили» Павла Ар'є (реж. Олена Апчел, Київський академічний театр «Золоті ворота»)
  - «Шинель» за мотивами повісті Миколи Гоголя (реж. Андрій Білоус, Київський національний академічний Молодий театр)

- 15 лютого —
  - «Do Nothing» Франца Кафки (реж. Татьяна Шелепко, ProEnglish Theatre, м. Київ)
  - «Справжня історія Фрекен Бок» моновистава за п'єсою Олега Михайлова (реж. Руслан Коваль, ТА «Цукор» спільно із театром-студією BEAT)

- 20 лютого —
  - «Maidan Inferno» Неди Нежданої (реж. Анатолій Левченко, Донецький академічний обласний драматичний театр)

- 21 лютого —
  - «9 ночей» за п'єсою «Історія ведмедів панда, розказана саксофоністом, у якого є подружка у Франкфурті» Матея Вішнека (реж. Анастасія Гезь за участю Ігоря Шуба, Київський театр «Тисячоліття»)
  - «Лис Микита» опера за однойменною поемою Івана Франка (реж. Василь Вовкун, Львівський національний академічний театр опери та балету імені Соломії Крушельницької)

- 22 лютого —
  - «Ashes to ashes[en]» Гарольда Пінтера (реж. Татьяна Шелепко, ProEnglish Theatre, м. Київ)
  - «Мій дідусь був вишнею» Ірини Ципіної за повістю Анджели Нанетті (реж. Ірина Ципіна, Полтавський академічний обласний театр ляльок)
  - «Ромео і Джульєтта» за п'єсою Вільяма Шекспіра (реж. Сергій Павлюк, Одеський театр юного глядача)[130]

- 27 лютого —
  - «Мати все» Люко Дашвара (реж. Антон Меженін, Чернігівський обласний академічний український музично-драматичний театр імені Тараса Шевченка)[131]

- 28 лютого —
  - «Carmina Burana» К. Орфа (дир. В'ячеслав Чернухо-Воліч, реж. Герард Мостерд, Одеський національний академічний театр опери та балету)
  - «Club самотніх сердець» за мотивами п'єси «The Cemetery Club» Айвон Менчелл (реж. Тетяна Аркушенко, Одеський академічний український музично-драматичний театр імені В. Василька)
  - «Вишневий сад» за п'єсою Антона Чехова (реж. Марк Нестантинер, Харківський російський драматичний театр імені О. Пушкіна)
  - «Каліка з острова Інішмаан» Мартіна Макдони (реж. Кирило Кашліков, Національний академічний театр російської драми імені Лесі Українки)[132]
  - «Філоктет. Античний рейв» за п'єсами Софокла і Гайнера Мюллера (реж. Дмитро Захоженко, Львівський драматичний театр імені Лесі Українки, мала сцена)
  - «Як Опудало оженитися захотіло…» Аркадія Гарцмана та Ігоря Шуба (реж. Ігор Шуб, Київський академічний театр українського фольклору «Берегиня»)

- 29 лютого —
  - «Академія сміху» Кокі Мітані (реж. Михайло Резнікович, Національний академічний театр російської драми імені Лесі Українки)[133]
  - «#Антонич_Ми» Наталки Боймук (реж. Богдан Ревкевич, Національний академічний український драматичний театр імені Марії Заньковецької (камерна сцена), м. Львів)
  - «Камінний господар» за поемою Лесі Українки (реж. Іван Уривський, Київський академічний драматичний театр на Подолі)[134][135][136]

Березень
- 1 березня —
  - «Самотність у мережі» Тамари та Євгена Морозових за романом Я. Вишневського (реж. Євген Морозов, Незалежний проєкт за участі театру «Візаві»)[133]
  - «Театр, або За лаштунками» за п'єсою «Шум за сценою[en]» Майкла Фрейна[en] (реж. Анна Матійченко, Львівський молодіжний театр «Мельпомена»)
  - «Усі найкращі речі» Дункана МакМілана[en] (реж. Тамара Трунова, Київський театр на лівому березі)[133]

- 6 березня —
  - «VIÑO» П. Ар'є (реж. Євген Корняг, Київський театр на лівому березі)[138][133]
  - «Дами чекають» Сибілли Берг (реж. Дмитро Захоженко, Львівський драматичний театр імені Лесі Українки, бутафорний цех)
  - «Зона душі» драматичні зонги за мотивами «Попелюха» Януша Гловацького (реж. Євген Тищук, Мукачівський драматичний театр)
  - «Лабіринт» містична мелодрама за однойменною п'єсою Олени Петровської (реж. Віктор Рубан (Україна–Франція), Ruban Production ITP)
  - «Оскар» К. Маньє (реж. Лев Сомов, Миколаївський академічний художній російський драматичний театр)[139]
  - «Територія жінки» братів Капранових (реж. Сергій Павлюк, Херсонський обласний академічний музично-драматичний театр імені Миколи Куліша)[140]
  - «Цирк» Г. Сапгіра[ru] (реж. Ігор Федірко, Київський державний академічний театр ляльок)

- 7 березня —
  - «Як стати Бегемотом» О. Вітра (реж. Дмитро Некрасов, Сумський обласний академічний театр драми та музичної комедії імені М. С. Щепкіна)

- 10 березня —
  - «Стус: Перехожий» KLIMa (реж. KLIM, Центр Сучасного Мистецтва «ДАХ»)

- 12 березня —
  - «Механічний апельсин» Лєни Лягушонкової за мотивами однойменного роману Е. Берджеса (реж. Максим Голенко, Дикий Театр)[133]

- 17 березня —
  - «Естроген» Марини Смілянець (реж. В'ячеслав Жила, Київський академічний театр «Актор»)[141]

КАРАНТИН
Травень
- 21 травня —
  - «Люди Forbes» Марини Смілянець (реж. Владислав Шевченко, Полтавський академічний обласний український музично-драматичний театр імені Миколи Гоголя) (онлайн вистава)[143]

- 30 травня —
  - «Жіноче щастя» zoom-вистава Асі Котляр (реж. Віктор Смірнов, Театр «Соломія», Коломия)

- 31 травня —
  - «Борщі» zoom-вистава за п'єсою «Весілля обов'язкове» Вєсти Гунченко (реж. Олексій Доричевський, Дикий Театр)

Червень
- 14 червня —
  - «Козак Мамай» Б. Чуприни (реж. Дмитро Драпіковський, Херсонський обласний театр ляльок)

- 16 червня —
  - «Містер Баттерфляй» zoom-вистава на основі реальних подій та за сюжетом «Методу Гронхольма» Ж. Гольсерана[ca]) (реж. Слава Жила, Київський академічний театр «Актор»)[145][146][147]

- 20 червня —
  - «Сон літньої ночі» за однойменною п'єсою Вільяма Шекспіра (реж. Євгеній Резніченко, Херсонський обласний академічний музично-драматичний театр імені Миколи Куліша)[148]

- 24 червня —
  - «Червоне, чорне і знову червоне» сценарної команди «Піратська Бухта» (реж. Максим Голенко, Дикий Театр) (виставу створено у відкритому просторі музею Мамаєва Слобода, з 23 листопада вистава на «Сцені 6»)[149][150][151][152]

- 26 червня —
  - «Що трапилось у зоопарку?» Едварда Олбі (реж. Роман Козак, Сумський обласний академічний театр драми та музичної комедії імені М. С. Щепкіна, мала сцена)

- 27 червня —
  - «Гедда Габлер» Генріка Ібсена (реж. Лінас Зайкаускас, Сумський обласний академічний театр драми та музичної комедії імені М. С. Щепкіна)[153]
  - «Мертві душі» за мотивами поеми Миколи Гоголя (реж. Павло Гатілов, Дніпровський академічний молодіжний театр)[154]

- 28 червня —
  - «Контрабас розбушувався» Олександра Володарського (реж. В‘ячеслав Жила, Черкаський академічний обласний український музично-драматичний театр імені Т. Г. Шевченка)

- 29 червня —
  - «Дарагой тавариш Б-Г» за оповіданням «Лист Богу» Анатолія Крима (реж. Наталія Тімошкіна, Житомирський обласний український музично-драматичний театр імені Івана Кочерги)[155]

Липень
- 1 липня —
  - «Украдене щастя» за п'єсою Івана Франка (реж. Дмитро Богомазов, Національний академічний драматичний театр імені Івана Франка)[157][158][159][160][161][162][163][164][165][166][167][168]

- 2 липня —
  - «Коли повертається дощ» Неди Нежданої (реж. Катерина Богданова, Миколаївський академічний художній російський драматичний театр, мала сцена)
  - «Осьмачка. Вільний» поетична вистава за творами Тодося Осьмачки (реж. Станіслав Садаклієв, Черкаський академічний обласний український музично-драматичний театр імені Т. Г. Шевченка)

- 3 липня —
  - «Вісім люблячих жінок» за п'єсою «Вісім жінок»[fr] Робера Тома (реж. Олена Зарицька, Сумський обласний академічний театр драми та музичної комедії імені М. С. Щепкіна)
  - «Жінки Джейка» Ніла Саймона (реж. Сергій Чулков, Академічний музично-драматичний театр імені Лесі Українки міста Кам'янського)

- 4 липня —
  - «Принц і Роза» Костянтина Гросмана за мотивами «Маленького принца» Антуана де Сент-Екзюпері (реж. Костянтин Гросман, Миколаївський академічний художній російський драматичний театр)

- 10 липня —
  - «ВоднОчАс» моновистава за п'єсою «ОдновЕмЕнно» Євгена Гришковця (реж. Андрій Богун, Студія «Простір» при Великоолександрівському будинку культури, с. Велика Олександрівка)
  - «Золоте Курча» за п'єсою Володимира Орлова (реж. В. Михайлюк, Миколаївський академічний обласний театр ляльок)

- 12 липня —
  - «Жертви кохання» за оповіданнями О. Генрі (реж. Дмитро Ходаківський, Театр «Між III колон», м. Київ)

- 14 липня —
  - «Потоп Зміїн» за Григорієм Сковородою (реж. Сергій Ковалевич, Львівський муніципальний театральний, художньо-дослідницький та освітній центр «Слово і голос»)

- 16 липня —
  - «Free Men. Небуденна історія» / «Емігранти» Славомир Мрожека (реж. Олександра Кравченко, «Veritas» спільно із «МаскамРад», м. Київ)
  - «Музична крамничка» Люцини Легут (реж. Дмитро Карачун, Молодіжний театр «Silentium», м. Калуш)

- 18 липня —
  - «ЖеЗеЛе» (реж. Олександр Дербас, Євген Сафонов, Харківський недержавний театр «SaXaLinUA»)

- 19 липня —
  - «Пан Кіт та правила етикету» Вікторії Животової (реж. Вікторія Животова, Херсонський обласний театр ляльок)

- 20 липня —
  - «Канікули у великому місті» Марина Смілянець (реж. Віталій Кіно, Театр для дітей «Сонечко», м. Київ))[169][170]

- 22 липня —
  - «Повія» Ігоря Білиця (реж. Артем Вусик, Театр «Нєфть», м. Харків)[171][172]

- 23 липня —
  - моновистава «Вірочка» лірична комедія на одну дію Людмили Колосович за однойменним оповіданням Антона Чехова (реж. Людмила Колосович, Донецький академічний обласний драматичний театр, м. Маріуполь)[173][174].

- 29 липня —
  - «Естроген» Марини Смілянець (реж. В‘ячеслав Жила, Київський академічний театр «Актор»)[133]

Серпень
- 1 серпня —
  - «Люди як вовки, вовки як люди» за п'єсою «Ніч вовків» Олександра Вітра (реж. Віктор Смірнов, Театр-студія «В. Т.и. К. з Узвозу», м. Миколаїв)[176]

- 5 серпня —
  - «Крум» Ханоха Левіна (реж. Давид Петросян, Національний академічний драматичний театр імені Івана Франка, камерна сцена)[158][177][178]

- 7 серпня —
  - «120 ударів на хвилину» за збіркою автобіографічних нарисів «Про що я говорю, коли говорю про біг» Муракамі Харукі (реж. Станіслав Весельський, Український малий драматичний театр, м. Київ)[179][180]

- 15 серпня —
  - «Зубата втрата» Катерини Лук'яненко (реж. Катерина Лук'яненко, Київський державний академічний театр ляльок)[181]
  - «Сни літньої ночі» Оксани Данчук із використанням уривків п'єси «Сон літньої ночі» Вільяма Шекспіра (у перекладі Юрія Лісняка), поеми «Метаморфози» Овідія (у перекладі Андрія Содомори), 38-го сонету Шекспіра (у перекладі Наталії Бутук) (реж. Дмитро Захоженко, Львівський драматичний театр імені Лесі Українки)

- 22 серпня —
  - «Розрада апокаліпсисом» (Частина 3 «Розрада апокаліпсисом» (Частина 3 «Самотній людський голос») за мотивами «Час секонд-хенд» Світлани Алексієвич (реж. Лінас Зайкаускас, Сумський обласний академічний театр драми та музичної комедії імені М. С. Щепкіна, мала сцена)

- 22 серпня —
  - «ЯR» музично-поетичний перформенс за збіркою «Бабин Яр. Голосами» Маріанни Кіяновської; реж. Олег Ліпцин (за участі Олега Стефана, Катерини Кістень, Ігоря Рубашкіна[ru], Наталки Костенко, Катерини Рубашкіної, Сашка Дідика, Насті Колєснікової, Бориса Єгіазаряна, Мирослави Которович, Наталки Половинки, Антуанетти Міщенко, Євгенія Уткіна)[182]

- 28 серпня —
  - «Ехо планети» візуальна, пластична вистава у жанрі фізик театру із живим ансамблем (реж. Алла Федоришина, Львівський академічний духовний театр «Воскресіння»)[183][184][185]
  - «Марія Примаченко. Світ чарівний» Тетяни Матасової (реж. Тетяна Матасова, Київський академічний театр українського фольклору «Берегиня»)[186]
  - «Приборкання норовливого» за п'єсою «Кохання у стилі бароко» Ярослава Стельмаха (реж. Андрій Бакіров, Чернігівський обласний академічний український музично-драматичний театр імені Тараса Шевченка)[187]

- 30 серпня —
  - «Равлинка та її хатинка» Юрія Тітарова (реж. Юрій Тітаров, Рівненський академічний обласний театр ляльок)
  - «Страшко» за казкою Я. Водражека (реж. Дмитро Єрашов, Хмельницький академічний обласний театр ляльок)

Вересень
- 3 вересня —
  - «Наталка Полтавка» за п'єсою Івана Котляревського (реж. Ігор Матіїв, Муніципальний театр «Березіль», м. Бориспіль)

- 4 вересня —
  - «Діти Ноя» Еріка-Емманюеля Шмітта (реж. Михайло Урицький, І люди, і ляльки, м. Львів)[189][190][191]
  - «Життя P.S.» за В. Бурлаковою (реж. Назар Павлик, Національний академічний український драматичний театр імені Марії Заньковецької, камерна сцена)[192]

- 5 вересня —
  - «Гном Джером і павкілограма цукру» Петра Маги (реж. Марія Мага, «Особистості», м. Київ)
  - «Навіжена» за пьесою О. Степнової (реж. Костянтин Дубінін, Київський академічний театр юного глядача на Липках)
  - «Сатисфакція» за «Венеційським купцем» Вільяма Шекспіра (реж. Станіслав Мойсеєв, Національний академічний український драматичний театр імені Марії Заньковецької)[120][193][194][192]
  - «Страшне китайське прокляття. Україна» Єлизавети Мельниченко (реж. Борис Кривець, Одеський академічний український музично-драматичний театр імені В. Василька)

- 10 вересня —
  - «Вечеря в Сансілі» Жана Ануя (реж. Ірина Зільберман, Одеський академічний український музично-драматичний театр імені В. Василька)[120][195]
  - «Таємниця Шопена» за мотивами «Мадам Пилінська і таємниця Шопена» Еріка-Емманюеля Шмітта (реж. Олексій Кужельний, Київська академічна майстерня театрального мистецтва «Сузір'я»)[196][197]

- 11 вересня —
  - «Вийшов месник із туману…» Моріса Панича (реж. Євген Мерзляков, Київський академічний драматичний театр на Подолі)[198]
  - «Украдене щастя» за однойменною п'єсою Івана Франка (реж. Владислав Шевченко, Полтавський академічний обласний український музично-драматичний театр імені Миколи Гоголя)[199]

- 12 вересня —
  - «Бракований рай» Сергія Пономаренко (реж. Наталія Сиваненко, «Особистості», м. Київ)
  - «Повернутися на круги своя» Йона Друце (реж. ???, Павлоградський театр імені Б. Є. Захави)

- 14 вересня —
  - «Мій номер. Бабин ЯР» Андрія Бондаренка (реж. Тетяна Губрій, Київський академічний театр «Золоті ворота») (у рамках проєкту «OPEN_MIND_СТУДЕНТ»)

- 15 вересня —
  - «Котигорошко і калинова дудка» Володимира Петранюка (реж. Дмитро Сторчоус, Театр української традиції «Дзеркало», м. Київ)

- 16 вересня —
  - «Сповідь» Сергія Павлюка за мотивами «Євангелія от Пілата» Еріка-Емманюеля Шмітта (пролог «Сповідь приреченого на смерть») (реж. Сергій Павлюк, Миколаївський академічний художній російський драматичний театр)

- 17 вересня —
  - «Навігатор» Лаши Бугадзе (реж. Тамара Трунова, Київський академічний драматичний театр на Подолі)[138][200][201]
  - «Торішній сніг» за п'єсою «Зніміть з небес офіціанта, або Навіщо нам торішній сніг» Олега Миколайчука-Низовця (реж. Ірина Калашнікова, Національний центр театрального мистецтва ім. Леся Курбаса)

- 18 вересня —
  - «Езоп» Гільєрме Фігейредо[pt] (реж. Віталій Денисенко, Дніпровський академічний молодіжний театр)
  - «Назву не пам'ятаю» за п'єсою Катерини Пенькової (реж. Володимир Сурай, Чернігівський обласний молодіжний театр)
  - «Фрекен Жулі» за однойменною п'єсою[en] Августа Стріндберга (реж. ???, Волинський обласний академічний музично-драматичний театр імені Тараса Шевченка, камерна сцена)[202]

- 19 вересня —
  - «Калігула» за однойменною п'єсою[en] Альбера Камю (реж. Олександр Ковшун, Харківський академічний український драматичний театр імені Тараса Шевченка)[203][204]
  - «Меланхолійний вальс» за новелами Ольги Кобилянської (реж. ???, «Місто С…», м. Суми)
  - «Прибульчик» Євгена Тищука (реж. Ганна Кобець, Сумський театр для дітей та юнацтва)[205]

- 20 вересня —
  - «Балада про дівчину Агнешку та двох лицарів-суперників» за п'єсою Світлани Новицької (реж. Тетяна Курта, Мукачівський драматичний театр)
  - «Ліки для Ліки» Костянтина Мельников (реж. Євген Галкін, Київський Молодий театр)[206][201]
  - «Поліанна» Євгена Тищука за мотивами роману Елеонор Портер (реж. Євген Тищук, Мукачівський драматичний театр)[207]
  - «Серйозно?!» за Оскаром Вайльдом (реж. Олександра Кравченко, «Veritas», м. Київ)

- 24 вересня —
  - «Мадам Елен» фантастичного розслідування на основі реальних подій на території України і Франції (реж. Жюль Одрі, Івано-Франківський академічний обласний музично-драматичний театр імені Івана Франка)[208][201]
  - «Мудак» Андрія Бондаренка (реж. Тетяна Губрій, Київський академічний театр «Золоті ворота»)[209][210]

- 25 вересня —
  - «Дикий мед у рік чорного півня» Олега Миколайчука–Низовця (реж. Наталія Мостопалова-Гапчинська, театр «Соломія», м. Коломия)
  - «Дядя Ваня» за однойменною п'єсою Антона Чехова (реж. Степан Пасічник, Харківський академічний український драматичний театр імені Тараса Шевченка)[203][211]
  - «Юнона та Авось» рок-опера композитора Олексія Рибникова на вірші поета Андрія Вознесенського (реж. Сергій Павлюк, Полтавський академічний обласний український музично-драматичний театр імені Миколи Гоголя)[212]

- 26 вересня —
  - «Коханий нелюб» Ярослава Стельмаха (реж. Михайло Ілляшенко, Волинський обласний академічний музично-драматичний театр імені Тараса Шевченка)

- 27 вересня —
  - «7 історій» Моріса Панича (реж. Іван Данілін, «Franco-театр», м. Коломия)
  - «Айседора» Зіновія Сагалова (реж. Сірануш Матл та Тетяна Суховірськая, Мукачівський драматичний театр)
  - «До завтра. Оскар…» Дмитра Мельничука за повістю «Оскар і рожева пані» Еріка-Емманюеля Шмітта (реж. Дмитро Мельничук, Закарпатський обласний театр драми і комедії)
  - «Кохання Панночки» за п'єсою Марка Кропивницького по повісті «Вій» Миколи Гоголя (реж. Євген Курман, Кіровоградський академічний український музично-драматичний театр імені М. Л. Кропивницького)[213]
  - «Троє поросят проти сірого Вовка» Євгена Тищука за мотивами англійської народної казки «Троє поросят проти сірого Вовка» (реж. Євген Тищук, Мукачівський драматичний театр)

Жовтень
- 1 жовтня —
  - «Ображені. Білорусь (сія)» Андрія Курейчика (реж. Сергій Павлюк, Херсонський обласний академічний музично-драматичний театр імені Миколи Куліша)[215]

- 2 жовтня —
  - «Homo Ludens» Тимофія Ільєвського (реж. Каха Гогідзе[ka], Миколаївський академічний художній російський драматичний театр)
  - «Собаче серце» за однойменною повістю Михайла Булгакова (реж. Максим Голенко, Одеський музично-драматичний театр ім. В. Василька)[195][216][217][218]

- 3 жовтня —
  - «Два джентльмени з Верони» за мотивами п'єси «Два веронці» Вільяма Шекспіра (реж. Ігор Задніпряний, Перший театр, м. Львів)[219][220][221]
  - «Момент» за оповіданнями «Момент», «На той бік» Володимира Винниченка (реж. Володимир Кудлінський, Київський національний академічний Молодий театр)[222]
  - «Мюнхгаузен» Руслана Неупокоєва за мотивами роману Рудольфа Распе (реж. Руслан Неупокоєв, Київський муніципальний академічний театр ляльок)
  - «Чарівна флейта» за оперою Вольфганга Моцарта (реж. Андрій Маслаков, Оперна студія НМАУ ім. Петра Чайковського)[223]

- 4 жовтня —
  - «Поки що люди» Павла Ар'є (реж. Наталія Сиваненко, Дикий Театр, м. Київ)[224][201]
  - «Тітонька на мільйон» за п'єсою «Тітка Чарлея»[en] Брендона Томаса[en] (реж. Людмила Скрипка, Чернівецький музично-драматичний театр імені Ольги Кобилянської)

- 9 жовтня —
  - «H-Effect» постдокументальна вистава Йоанни Віховської та Рози Саркісян на основі п'єси «Гамлет» Вільяма Шекспіра та «Гамлет-машина» Гайнера Мюллера (реж. Роза Саркісян, Незалежний проєкт — ГО «Арт Діалог», м. Київ)[225][226]
  - «Re: Vizor» за комедією Миколи Гоголя (реж. Михайло Урицький, Миколаївський обласний театр ляльок)[227]
  - «Запозичте тенора, або Зірковий час» Кена Людвига (реж. Віктор Гирич, Київський академічний театр юного глядача на Липках)[138]
  - «Маріца» Ю. Дімітріна за оперетою «Графиня Маріца» Імре Кальмана (реж. Володимир Подгородинський, Одеський академічний театр музичної комедії імені М. Водяного)[120]

- 10 жовтня —
  - «Після…» Дмитра Корчинського (реж. Ігор Вялов, «Маріїнський театр», м. Київ)

- 15 жовтня —
  - «На полі крові» за однойменною поемою Лесі Українки (реж. Павло Кільницький, Івано-Франківський академічний обласний театр ляльок імені Марійки Підгірянки)[228]

- 16 жовтня —
  - «Безталання» Івана Карпенка-Карого (реж. Вероніка Золотоверха, Луганський обласний академічний український музично-драматичний театр)
  - «Дім інженера Якова Філіна» за мотивами харківських будинків (реж. Олександр Середин, Харківський державний академічний російський драматичний театр імені О. С. Пушкіна)

- 17 жовтня —
  - «Балаган чесності» Луїджі Піранделло (реж. Ігор Задніпряний, Львівський академічний духовний театр «Воскресіння»)[229]
  - «Зозуля» за повістю Валерія Шевчука (реж. Андрій Білоус, Український малий драматичний театр)
  - «Король-олень» Карло Ґоцці (реж. Лариса Діденко, Перший театр, м. Львів)[230][231]
  - «Кохання у стилі бароко» Я. Стельмаха (реж. Анжеліка Добрунова, Донецький академічний обласний драматичний театр)

- 18 жовтня —
  - «Пригоди в країні Свфтлофорії» Олександра Кузьмина (реж. Олександр Кузьмин, Черкаський академічний театр ляльок)

- 20 жовтня —
  - «Навіщо Лемуру хвіст Чупакабри» Ірини Гарець (реж. Роза Саркісян, Франківський драмтеатр)[201][232]

- 21 жовтня —
  - «Маленький принц» Раду Поклітару за мотивами твору Антуана Сент-Екзюпері на музику Моцарта та українських колискових у виконанні Марії Пилипчак (реж. Раду Поклітару, Київський академічний театр «Київ модерн-балет»)[233]

- 22 жовтня —
  - «Як нотки пісеньку складали» Ірини Гарець (реж. Михайло Урицький, Львівський обласний театр ляльок)

- 23 жовтня —
  - «Директори» Даніеля Бесса (реж. Роман Покровський, Чернігівський обласний молодіжний театр)

- 24 жовтня —
  - «Далеко по сусідству» Артема Шошина на музику зарубіжних композиторів (реж. Артем Шошин, Київська опера)
  - «Кострубізми. Кумановський» на основі графічних робіт і текстів художника Миколи Кумановського з його «Книги Кострубізмів» та поезій зі збірки «Слід у слід» (реж. Руслана Порицька, Луцький незалежний театр «ГаРмИдЕр»)
  - «Людина з…» за п'єсою «Людина з Подольська» Дмитра Данілова (реж. Дмитро Богославський (Білорусь), Київський театр на лівому березі)[138][234][235][236]

- 25 жовтня —
  - «Буна» Віри Маковій (реж. Ігор Білиць, Національний академічний український драматичний театр імені Марії Заньковецької, камерна сцена)[192]
  - «Собача будка» Марини Смілянець (реж. Дмитро Мельничук, Коломийський академічний обласний український драматичний театр імені Івана Озаркевича)

- 30 жовтня —
  - «Дві кралечки — на північ» П'єра Нотта (реж. Ірина Волицька, Творча майстерня «Театр у кошику», м. Львів)[237]

- 31 жовтня —
  - «Chornobyldorf» археологічна опера композиторів Романа Григорів та Іллі Разумейка (реж. Роман Григорів та Ілля Разумейко, NOVA OPERA) — прем'єра відбулася у Мистецькому Арсеналі[238]
  - «Віддані дружини» Влади Ольховської (реж. Тетяна Губрій, Театральна агенція «ТЕ-АРТ»)

Листопад
- 3 листопада —
  - «Трамвай „Бажання“» за п'єсою Теннессі Вільямса (реж. Іван Уривський, Національний драматичний театр ім. І. Франка, камерна сцена)[158][201][239][240][241]

- 6 листопада —
  - «Біг» Михайла Булгакова (реж. Павло Гатілов, Харківський російський драматичний театр імені О. Пушкіна)
  - «Дон Жуан» концертно-сценічна версія опери Вольфганга Амадея Моцарта (дир. Сергій Голубничий, реж. Віталій Пальчиков, Київська опера)
  - «Небезпечні зв'язки» Крістофера Гемптона (реж. Ніл Флекман, Львівський театр ім. Л. Курбаса)[120]

- 7 листопада —
  - «Галдамаш» за п'єсою «Екологічна балада» Ольги Мацюпи (реж. Світлана Ілюк, Львівський драматичний театр імені Лесі Українки)[201]

- 12 листопада —
  - «Бродвейська історія» Джона Кромвелла (реж. Олександр Білозуб, Київський національний академічний театр оперети)
  - «Тільки твоя» Влади Ольховської (реж. Жанна Богусевич, Театральна агенція «ТЕ-АРТ»)

- 13 листопада —
  - «Доріан» за мотивами роману «Портрет Доріана Грея» Оскара Уайльда (реж. Ніна Колєснікова, Український малий драматичний театр)

- 18 листопада —
  - «Станція» Олександра Вітра (реж. Євдокія Тіхонова, Донецький академічний обласний драматичний театр, м.Маріуполь)

- 19 листопада —
  - «Емігранти» Славомира Мрожека (реж. Дмитро Демков, Одеський академічний український музично-драматичний театр імені В. Василька, Сцена 38)[242][243][244]
  - «Людина, яка платить» Іва Жаміака (реж. Лариса Колесник, Донецький академічний обласний драматичний театр)

- 20 листопада —
  - «Очікування» на музику Мікаела Тарівердієва (реж. Павло Кошка, Одеський національний академічний театр опери та балету)
  - «Селфі зі склерозом» Олександра Володарського[ru] (реж. Костянтин Гросман, Миколаївський академічний художній російський драматичний театр)

- 21 листопада —
  - «Каліка з острова Інішмаан» Мартіна Мак-Дони (реж. Орест Огородник, Національний академічний український драматичний театр імені Марії Заньковецької)

- 22 листопада —
  - «Земля обітована» Зоряни Починайко (реж. Зоряна Починайко, «Живаго», м. Львів)

- 24 листопада —
  - «Естроген» Марини Смілянець (реж. В‘ячеслав Жила, Тернопільський академічний обласний драматичний театр ім. Т. Г. Шевченка)[245]

- 25 листопада —
  - «…І в біді, і в щасті» Ганни Устинової (реж. Євген Мерзляков, Луганський обласний академічний український музично-драматичний театр)
  - «Нові шрами» Кіри Малініної (реж. Наталія Сиваненко, Дикий Театр)[246][247][248]
  - «Смачна історія» (реж. Марина Богомаз, Рівненський академічний обласний театр ляльок)[249]

- 26 листопада —
  - «Едіп» за трагедієї «Цар Едіп» Софокла (реж. Андрій Приходько, Франківський драмтеатр)[250][208][201]
  - «Турандот» Дж. Пуччіні (реж. Міхал Знанєцкі[pl] (Польща), Львівський національний академічний театр опери та балету імені Соломії Крушельницької)[251][252][253]

- 27 листопада —
  - «Мадам Баттерфляй» Дж. Пуччині (реж. Олексій Дугінов, Дніпропетровський академічний театр опери та балету)[254]
  - «Сонечко та Вітерець» Юліти Ран (реж. Яна Зеленська, Харківський театр для дітей та юнацтва)[255]

Грудень
- 1 грудня —
  - «Метод „Х“» за ідеєю Олексія Яровенко (реж. Петро Нікітін, Light & Shadow theatre, Київ)

- 2 грудня —
  - «Frida» за п'єсою «Скажена голубка» Т. Іващенко (реж. Людмила Колосович, Донецький академічний обласний драматичний театр, м. Маріуполь)

- 3 грудня —
  - «Габріель» Мішель Лоранс (реж. Юрій Кочевенко, Чернівецький музично-драматичний театр імені Ольги Кобилянської)
  - «ЖивоТоки» Тетяна Авраменко та Микола Буравський (реж. Тетяна Авраменко, Київський академічний театр українського фольклору «Берегиня»)

- 4 грудня —
  - «Гоголь-кабаре» документальна вистава (реж. Жюль Одрі, Франківський драмтеатр)[257][258][259]
  - «Імітація» за романом «Для домашнього вогнища» І. Франка (реж. Ігор Матіїв, Театр на Подолі)
  - «Полохливий кролик» ??? (реж. Ніко Лапунов, Полтавський академічний обласний театр ляльок)

- 5 грудня —
  - «Бонжур, Катрусю!» за мотивами казки Червона шапочка Ш. Перро (реж. Наталія Орешнікова, Закарпатський обласний театр ляльок «Бавка»)

- 6 грудня —
  - «На початку і наприкінці часів» П.Ар'є (реж. Юрій Крилівець, Мукачівський драматичний театр)

- 8 грудня —
  - «Сни Аліси» за романом Л. Керрола (реж. Ігор Білиць, ???)
  - «Саша, винеси сміття» Н. Ворожбит (реж. Артур Опрятний, Дніпровський академічний театр драми і комедії)[260]

- 9 грудня —
  - «У вирі пристрасті та кохання» (реж. Лінас Зайкаускас, Миколаївський академічний український театр драми і музичної комедії)

- 11 грудня —
  - «Гра» за п'єсою «Сімейні історії» Біляни Срблянович (реж. Олеся Галканова-Лань, Національний академічний український драматичний театр імені Марії Заньковецької, камерна сцена)[261]
  - «Леді у лавандовому» Ніко Лапунов за мотивами оповідання В.Дж.Локка[en] (реж. Ніко Лапунов, Полтавський академічний обласний театр ляльок)[262][263]

- 16 грудня —
  - «Flower boom (Квітковий бум)» Наталі Коломієць (реж. Марія Грунічева, Київський академічний театр «Колесо»)

- 17 грудня —
  - «Golden Chick/Золоте Курча» казка-мюзикл (реж. Ростислав Держипільський, Івано-Франківський академічний обласний музично-драматичний театр імені Івана Франка)
  - «Ідеальне весілля» за однойменною п'єсою[en] Робіна Хоудона[en] (реж. Михайло Фіщенко, Закарпатський академічний обласний український музично-драматичний театр імені братів Юрія-Августина та Євгена Шерегіїв)
  - «Мойсей» Ігоря Бориса за мотивами поеми Івана Франка (реж. Ігор Борис, Харківський театр для дітей та юнацтва)
  - «Образ речей» Ніла ЛаБута (реж. Алла Федоришина, Львівський академічний духовний театр «Воскресіння»)[264]
  - «Таргани» Януша Гловацького (реж. Ганна Турло, Київський академічний театр «Золоті ворота»)

- 18 грудня —
  - «Дикун» Алехандро Касони (реж. Сергій Мусієнко, Донецький академічний обласний драматичний театр, м. Маріуполь)

- 19 грудня —
  - «Клаптики закуточками, або У пошуках справедливості» Л. Оспадова за мотивами народних казок (реж. Катерина Богданова, Миколаївський академічний художній російський драматичний театр)
  - «Попелюшка. Новорічний бал» Ігоря Федірко за мотивами казки Шарля Перро (реж. Ігор Федірко, Київський академічний театр ляльок)

- 21 грудня —
  - «Банзай! Або мистецтво крокувати» музично-поетичний перформанс за текстами Б.-І. Антонича, Володимира Маяковського, І. Вишнеградського, М. Семенка, Фрідеріка Ржевского, Леся Подерв'янського (реж. Наталія Тімошкіна, Житомирський театр імені Івана Кочерги)[265]
  - «Чуваки не святкують, або Ukrainian» Руслана Горового (реж. Максим Голенко, «Ампулка», м. Київ)

- 22 грудня —
  - «Саронська квітка, або інша сторона гріха» за творами «На полі крові» і «Йоганна, жінка Хусова» Лесі Українки (реж. Денис Федєшов, Чернігівський обласний академічний український музично-драматичний театр імені Тараса Шевченка)[187][266][267]

- 23 грудня —
  - «Весілля обов'язковне» Вести Гунченко (реж. Олексій Доричевський, Луганський обласний академічний український музично-драматичний театр)
  - «Іранська конференція» Івана Вирипаєва (реж. Олена Лазович, Київський академічний театр на Печерську)
  - «Сірано де Бержерак» Едмона Ростана (реж. Юрій Одинокий, Національний академічний драматичний театр імені Івана Франка)[158][138][201][268][269]

- 24 грудня —
  - «Одного разу на Різдво» Ігоря Прокоп'яка за мотивами казки «Крамничка тітоньки Мальви» Сашка Дерманського (реж. Ігор Прокоп'як, Івано-Франківський академічний обласний театр ляльок ім. Марійки Підгірянки)

- 25 грудня —
  - «Будьте ви щасливі!» Олександра Володарського (реж. Наталя Прокопенко, Одеський театр юного глядача)
  - «Подарунок святому Миколаю» Катерини Олейникової (реж. Катерина Олейникова, Черкаський академічний обласний український музично-драматичний театр імені Т. Г. Шевченка)[270]
  - «По щучому велінню» комедія-бурлеск за п'єсою Марка Кропивницького (реж. Дмитро Карачун, Молодіжний театр «Silentium», м. Калуш)

- 26 грудня —
  - «Веселі ангелята» бебі-вистава Уляни Мороз за однойменною книжкою Марічки Крижанівської (реж. Уляна Мороз, Львівський обласний театр ляльок)[271]
  - «Герої хаосу» Максима Максимчука (реж. Дмитро Костюминський, Львівський академічний драматичний театр імені Лесі Українки)[272][273]

- 28 грудня —
  - «Лускунчик» за казкою Ернста Гофмана (реж. Слава Жила, Київський академічний театр «Актор»)
  - «Хлібне перемир'я» Сергія Жадана (реж. Стас Жирков, Київський академічний театр драми і комедії на лівому березі Дніпра)[274][234][275]

- 30 грудня —
  - «FIRST LOVE» документальний проєкт з підлітками (автор програми воркшопів Андрій Май, «VIDLIK PROJECTS»)

Без дати
- - (???) «46 моментів щастя» А. Крим (реж. Олег Мосійчук, Тернопільський академічний обласний драматичний театр ім. Т. Г. Шевченка)

- - (???) «Orman tyrkysy. Лісова пісня» за драмою-феєрією Лесі Українки (реж. Ахтем Сеітаблаєв, ???)[276]

- - (???) «Академія сміху» Кокі Мітані (реж. Кирило Галушка, Одеський обласний академічний російський драматичний театр)[133]

- - (???) «Антігона» Жана Ануя (реж. ???, Миколаївський академічний художній російський драматичний театр)

- - (???) «Бабине літо» ??? (реж. Тетяна Аркушенко, Одеський академічний український музично-драматичний театр імені В. Василька)[120]

- - (???) «Божевільний день, або Одруження Фігаро» П'єра Бомарше (реж. Роман Валько, Перший український театр для дітей та юнацтва, м. Львів)[120]

- - (???) «Бременські музики» Олени Карай (реж. ???, Миколаївський академічний художній російський драматичний театр)[120]

- - (???) «Виконувач бажань» Андрія Курейчика (реж. Катерина Слажнєва, Херсонський обласний академічний музично-драматичний театр імені Миколи Куліша)[120]

- - (???) «Вишневий сад» за однойменною п'єсою Антон Чехова (реж. Міхай Тарна (Кишинів), Франківський драмтеатр)[201]

- - (???) «Горка» О. Житковського (реж. О. Баркар, Одеський обласний театр ляльок)[120]

- - (???) «Гостина старої дами» Ф. Дюрренматта (реж. ???, Вінницький обласний академічний український музично-драматичний театр імені Миколи Садовського)[120]

- - (???) «Дамський кравець» Жоржа Фейдо (реж. ???, Національний театр ім. Л. Українки)[222]

- - (???) «Дванадцять місяців» (реж. ???, Київський державний академічний театр ляльок)[277]

- - (???) «Детектор брехні» за п'єсою «Гамлет. Шоу» Дмитра Тернового (реж. ???, Харківський камерний Театр на Жуках)[120]

- - (???) «Ей, Джульетта!» Кішона Ефраїма (реж. Петро Авраменко, Житомирський обласний український музично-драматичний театр імені Івана Кочерги)[155]

- - (???) «За двома зайцями» М. Старицького (реж. І. Карпова, Одеський обласний театр ляльок)[120]

- - (???) «За двома зайцями» мюзикл (реж. ???, Одеський академічний театр музичної комедії імені М. Водяного)[120]

- - (???) «Заповіт цнотливого бабія» А. Крим (реж. ???, Миколаївський академічний художній російський драматичний театр)

- - (???) «Залишитись, неможливо поїхати» (реж. Катерина Слажнєва, Херсонський обласний академічний музично-драматичний театр імені Миколи Куліша)[120]

- - (???) «Занедбане радіо» Г. Яблонської (реж. Тетяна Губрій, Одеський музично-драматичний театр ім. В. Василька, сцена 38)

- - (???) «Злодій» за В. Стефаником (реж. Вадим Сікорський, Національний академічний український драматичний театр імені Марії Заньковецької, камерна сцена)

- - (???) «Івасик-Телесик» (реж. О. Куцик, Одеський обласний театр ляльок)[120]

- - (???) «Історія бабая Йохана» Марії Василишин (реж. ???, Франківський драмтеатр)[250]

- - (???) «Кабаре» (реж. Катерина Слажнєва, Херсонський обласний академічний музично-драматичний театр імені Миколи Куліша, Нічний театр)[120]

- - (???) «Казка про пса, який зірвався з ланцюга» Петра Ровіцького (реж. Ганна Турло, Український малий драматичний театр)

- - (???) «Казки Грімм» братів Грімм (реж. Дмитро Обєдніков, Український малий драматичний театр)

- - (??? — докарантинна дата — 2 квітня) «Карлсон, котрий живе» Ірини Іоаннесян за мотивами повістей А. Ліндгрен (реж. Катерина Степанкова, Продюсерська компанія Stage RC)

- - (???) «Керуак» вистава-подорож (реж. ???, Дикий Театр)[278]

- - (???) «Коло світла» В. Волконського (реж. ???, Дніпровський академічний український музично-драматичний театр імені Тараса Шевченка)

- - (???) «Контрабас» П. Зюскінда (реж. Олексій Дорічевський, Дикий Театр)[222]

- - (???) «Король вмер» Е. Йонеско (реж. Г. Гамкрелідзе, Одеський обласний театр ляльок)[120]

- - (???) «Костюмер» Р. Гарвуда (реж. Автандил Варсимашвілі[ru] / Віталій Малахов, Київський академічний драматичний театр на Подолі)[134][138]

- - (???) «Коханий нелюб» Я. Стельмаха (реж. ???, Волинський обласний академічний музично-драматичний театр імені Тараса Шевченка, мала сцена)[202]

- - (???) «Кохання в стилі бароко» Я. Стельмаха (реж. Ігор Матіїв, Театр на Подолі)[134]

- - (???) «Кохання попри все» (реж. Руї Мадейра (Португалія), Херсонський обласний академічний музично-драматичний театр імені Миколи Куліша)[120]

- - (???) «Красуня і Чудовисько» (реж. Катерина Слажнєва, Херсонський обласний академічний музично-драматичний театр імені Миколи Куліша)[120]

- - (???) «Легке знайомство» Валентина Красногорова (реж. Геннадій Фортус, Запорізький академічний театр молоді)[279]

- - (???) «Кажан» Й. Штрауса (реж. ???, Національний академічний театр опери та балету України імені Тараса Шевченка)[280]

- - (???) «Ліберте» експериментальна пластична постановка (реж. Ольга Тернова, Харківський камерний Театр на Жуках)[120]

- - (???) «Маленький Дід Мороз» (реж. Ю. Чайка, Одеський обласний театр ляльок)[120]

- - (???) «Маленький принц» А. Сент-Екзюпері (реж. Леонід Попов[ru], Київський державний академічний театр ляльок)

- - (??? — докарантинна дата — 21 березня) «Мері Поппінс» І. Ципіна за мотивами повісті П. Треверс (реж. ???, Дніпропетровський академічний обласний український молодіжний театр)

- - (???) «Міссія Новий рік» (реж. Ю. Шевченко, Полтавський академічний обласний театр ляльок)

- - (???) «Мобі Дік» П. Койчєва (реж. ???, Миколаївський академічний художній російський драматичний театр)

- - (???) «Наталка Полтавка» І. Котляревського (реж. Віра Тимченко, Чернігівський обласний академічний український музично-драматичний театр імені Тараса Шевченка)

- - (???) «Ну, кумедія тобі» водевіль за мотивами «На сіножаті» Л. Яновської (реж. Ірина Корольова, Херсонський обласний академічний музично-драматичний театр імені Миколи Куліша)[120]

- - (???) «Одруження[ru]» М. Гоголя (реж. Станіслав Мойсеєв, Херсонський обласний академічний музично-драматичний театр імені Миколи Куліша)[120]

- - (???) «Осіння соната» І. Бергмана (реж. Катерина Степанкова, Київська майстерня театрального мистецтва «Сузір'я»)[280]

- - (???) «Осіння соната» І. Бергмана (реж. ???, Чернігівський обласний молодіжний театр)[281]

- - (???) «Остання подорож Синбада» (реж. Максим Михайліченко, Київський академічний театр юного глядача на Липках)[138]

- - (???) «Пластилін світу» (поновлення вистави) за філософською казкою «Між двох стільців» Євгена Клюєва (реж. Ольга Тернова, Харківський камерний Театр на Жуках)[120]

- - (??? — докарантинна дата — 15 травня) «Повія» П. Мирного (реж. Олександр Аркадін-Школьник, Харківський академічний український драматичний театр імені Тараса Шевченка)[203]

- - (???) «Попередження малим кораблям» Т. Вільямса (реж. ???, Чернігівський обласний молодіжний театр)[281]

- - (???) «Пригоди іграшкового робота» С. Лозовського (реж. В'ячеслав Давидюк, Житомирський обласний український музично-драматичний театр імені Івана Кочерги)[155]

- - (???) «Рок-н-рол при заході сонця» (реж. Тетяна Аркушенко, Херсонський обласний академічний музично-драматичний театр імені Миколи Куліша)[120]

- - (???) «Ромео і Джульєтта» В. Шекспіра (реж. ???, Київський державний академічний театр ляльок)

- - (???) «Русалонька» (реж. Дмитро Нуянзін, Полтавський академічний обласний театр ляльок)

- - (???) «Сагайдачний. Штурм Москви» рок-опера (реж. ???, Київський муніципальний академічний театр опери та балету для дітей та юнацтва)[282]

- - (???) «Сиротливий захід» М. Макдони (реж. Юрій Радіонов, Дикий Театр)[222]

- - (???) «Скільки років нареченій» за п'єсою «Складні люди» Йосефа Бар-Йосефа[ru] (реж. Олександр Варун, Академічний музично-драматичний театр імені Лесі Українки міста Кам'янського)[283]

- - (???) «Сліпі» М. Метерлінка (реж. Руї Мадейра (Португалія), Київський національний академічний театр оперети)[138]

- - (???) «Сміх лангусти» Джона Маррела (реж. ???, Київський ТЮГ на Липках)[280]

- - (???) «Снігова королева» Г. Андерсена (реж. ???, Миколаївський академічний художній російський драматичний театр)

- - (??? — докарантинна дата — травень) «Спляча красуня» (реж. Артур Артіменьєв, Київський ТЮГ на Липках)[138]

- - (???) «Суд» (реж. ???, Дикий Театр)[278]

- - (???) «Суд і сповідь» за романом «Маруся Чурай» Л. Костенко (реж. Лідія Кушкова, Дніпровський академічний український музично-драматичний театр імені Тараса Шевченка)

- - (???) «Троє на гойдалках» Луїджі Лунарі (реж. ???, Миколаївський академічний художній російський драматичний театр)

- - (???) «Фауст» за поемою Йоганна Гете (реж. Олексій Кужельний, Київська майстерня театрального мистецтва «Сузір'я»)[280]

- - (???) «Фіксі-snow» (реж. Ю. Шевченко, Полтавський академічний обласний театр ляльок)

- - (???) «Хвиля» за документальною повістю Тода Штрассера (реж. Роза Саркісян, Франківський драмтеатр)[284][201]

- - (???) «Ці милі матусі» Девіда Кристнера (реж. Михайло Резнікович, Національний театр ім. Л. Українки)[222]

- - (???) «Чайка Джонатан Лівінгстон» за повістю Р. Баха (реж. Ігор Кусяк, ???, Тернопіль)[285]

- - (???) «Чорна комедія» П. Шеффера (реж. ???, Чернігівський обласний академічний український музично-драматичний театр імені Тараса Шевченка)[187]

- - (???) «Як позбавитися від мертвої собаки недільного вечора» (реж. Наталія Сиваненко, Дикий Театр)[222]

- - (???) «Я хочу життя» за мотивами книги «Війна, що змінила Рондо» (реж. Андре Ерлен, Німеччина, Львівський драматичний театр імені Лесі Українки)[201]

- - (???) «Я чекаю тебе, коханий» Даріо Фо (реж. Катерина Слажнєва, Херсонський обласний академічний музично-драматичний театр імені Миколи Куліша)[120]

## Фестивалі
- 16 січня — Театральний експертний рейтинг «Київський рахунок» (рейтинг складали критики, театрознавці та журналісти Юлія Бирзул, Сергій Васильєв, Олег Вергеліс, Юрій Володарський, Віталій Жежера, Марина Котеленець, Анна Липківська, Людмила Олтаржевська, Ірина Чужинова)[286]
- 17 січня — 1 лютого — Театральний «Блогерський рейтинг» та «Блогерський антирейтинг» порталу «Театральна риболовля» (рейтинг складали блогери та професійні театральні глядачі: Костянтин Білоус, Наталя Болгарова, Дмитро і Наталія Єрьоміни, Анжела Величко, Людмили Семенюк, Богдан Панкрухін, Дар'я Кашперська, Сергій Винниченко)[287][288]
- 14 — 16 лютого — I Фестиваль сучасної драми. Діти в рамках Лабораторії драматургії Національної спілки театральних діячів України
- 17 — 19 лютого — Міжнародний фестиваль театрів акторів з інвалідністю «Крила online» (м. Рівне)
- 28 лютого — 1 березня — III Міжнародний англомовний театральний фестиваль «Pro.Act Fest 2020» (ProEnglish Theatre, м. Київ)[289]
- 2 квітня — XXVIII Премія в галузі театрального мистецтва «Київська пектораль» (м. Київ)[290]
  - Краща драматична вистава — «Сірі бджоли» Андрія Куркова (реж. Віталій Малахов, Київський академічний драматичний театр на Подолі)
  - Краща музична вистава — «Сімейка Аддамсів» Ендрю Ліппа за мотивами бродвейського мюзиклу (реж. Кестутіс Стасіс Якштас, Литва, Київський національний академічний театр оперети)
  - Краща дитяча вистава — «Казка для маленького зайчика» Оксани Дмітрієвої за казками Сергія Козлова (реж. Оксана Дмітрієва, Київський академічний театр ляльок)
  - Краща камерна вистава (вистава малої сцени) — «Лимерівна» Панаса Мирного (реж. Іван Уривський, Національний академічний драматичний театр імені Івана Франка)
  - Краща режисерська робота — Іван Уривський («Лимерівна» Панаса Мирного, Національний академічний драматичний театр імені Івана Франка)
  - Краща чоловіча роль — Роман Халаімов за роль Олександра Тарасовича Аметистова, адміністратора у виставі «Зойчина квартира» Михайла Булгакова (реж. Максим Голенко, Київський академічний драматичний театр на Подолі)
  - Краща жіноча роль — Оксана Прасолова за роль Мортиції Аддамс у виставі «Сімейка Аддамсів» Ендрю Ліппа за мотивами бродвейського мюзиклу (реж. Кестутіс Стасіс Якштас, Литва, Київський національний академічний театр оперети)
  - Краща чоловіча роль другого плану — Костянтин Костишин за роль Калеві у виставі «Гарантія 2 роки» Сіррку Пелтола (реж. Тамара Трунова, Київський академічний театр драми і комедії на лівому березі Дніпра)
  - Краща жіноча роль другого плану — Лариса Трояновська за роль Манюшки, покоївки Зої у виставі «Зойчина квартира» Михайла Булгакова (реж. Максим Голенко, Київський академічний драматичний театр на Подолі)
  - Краща сценографія — Сергій Маслобойщиков вистави «Verba» оригінальне авторське прочитання Сергія Маслобойщикова «Лісової пісні» Лесі Українки (реж. Сергій Маслобойщиков, Національний академічний драматичний театр імені Івана Франка)
  - Краща музична концепція вистави — Олександр Бегма у виставі «Verba» оригінальне авторське прочитання Сергія Маслобойщикова «Лісової пісні» Лесі Українки (реж. Сергій Маслобойщиков, Національний академічний драматичний театр імені Івана Франка)
  - Краще пластичне вирішення вистави — Раду Поклітару у виставі «Вій» Раду Поклітару за мотивами повісті Миколи Гоголя на музику Олександра Родіна (реж. Раду Поклітару, «Київ модерн-балет»)
  - Кращий акторський дебют — Артем Пльондер за низку ролей (студент училища культури Вітя, стиліст/візажист/модель Маркус Модел, оператор/відео-інженер Іван, стриптизер/він же студент Андрюша) у виставі «Бери од жизні всьо» за текстами Руслана Горового та Татусі Бо (реж. Тетяна Губрій, Київський академічний театр «Золоті ворота»)
  - Кращий режисерський дебют — Тетяна Матасова за виставу «Тіні забутих предків» Михайла Коцюбинського, Київський академічний театр українського фольклору «Берегиня»)
  - За вагомий внесок у розвиток театрального мистецтва — Народна артистка України Тетяна Стебловська
  - Спеціальна премія — Київський національний академічний Молодий театр (директор — художній керівник — заслужений діяч мистецтв України Андрій Білоус) за новаторство, пошук та збереження ідеї театру Курбаса
  - Кращий народний театр — Театрально-естрадна студія «Теларії» Палацу культури «Дарниця» (художній керівник — Аліна Чуєшова)
- 22 квітня — 17 травня — VI Міжнародний театральний фестиваль «І люди, і ляльки» (м. Львів) онлайн фестиваль[291]
- 2 травня — 23 травня — I Міжнародний театральний інтернет-конкурс «Театр.NET» («Theatre Day Fest», фестиваль українського театру «День театру») онлайн фестиваль[292]
- 15—28 червня — XV фестиваль-конкурс самодіяльних аматорських театральних колективів «Київська театральна весна» онлайн фестиваль[293]
- 3—5 липня (м. Миколаїв); 6 — 8 липня (м. Одеса) — XIII Театральний фестиваль «Молоко» (Одеський культурний центр, м. Одеса)[294][295]
- 20—23 серпня — IV Фестиваль «СТеП» («Справжніх ТЕатральних Патріотів») (Театральна студія «ВІК», с. Підводне, Чернівецька область)
- 21—31 серпня — XXV Всеукраїнський фестиваль театрального мистецтва «Від Гіпаніса до Борисфена» — фестиваль аматорських театральних колективів та студій (м. Очаків)[296]
- 28—30 серпня — III Всеукраїнський театральний фестиваль «Казки України» (м. Бердянськ)[297]
- 4—6 вересня — Міжнародний мультидисциплінарний фестиваль сучасного мистецтва ГогольFest — Dream ГОГОЛЬFEST (м. Херсон)[298]
- 10—13 вересня — ХХІІ Міжнародний театральний фестиваль «Мельпомена Таврії» (м. Херсон)[299][300]
- 14—27 вересня — XV Міжнародний фестиваль інклюзивного театру «Шлях» (м. Львів) — онлайн-фестиваль
- 16 вересня — X Всеукраїнський фестиваль театрів ляльок «Прем'єри сезону»[301]
- 18—20 вересня — Фестиваль аматорських театрів «Fortuna Fest» (м. Черкаси)[302][303]
- 18—28 вересня — XXVIII Фестиваль-конкурс на здобуття вищої театральної нагороди Придніпров'я «Січеславна» (м. Дніпро, Запоріжжя, Кривий Ріг, Павлоград, Кам'янське)
- 19—20 вересня — Міжнародний мультидисциплінарний фестиваль сучасного мистецтва ГогольFest — FastFest GogolFest (м. Фастів)[304][305]
- 23—27 вересня — L Всеукраїнський театральний фестиваль «Вересневі самоцвіти» (м. Кропивницький)[306]
- 23—27 вересня — II Відкритий театральний фестиваль «Scene-Fest» (м. Кропивницький)
- 2—4 жовтня — XXXI Театральний фестиваль «Золотий Лев» (м. Львів)[307]
- 6—10 жовтня — Соціально-мистецька акція «Приречені на щастя»[308][309]
- 15—18 жовтня — VI Відкритий фестиваль-конкурс аматорських театральних колективів «Комора» (м. Кам'янець-Подільський)
- 7—11 жовтня — Всеукраїнський онлайн-фестиваль аматорського театру «Акт Перший» (ГО «Центр розвитку театру „Час Т“», м. Хмельницький)[310]
- 26—31 жовтня — XXVII Міжнародний фестиваль «Слов'янські театральні зустрічі» (м. Чернігів)[187]
- 10—15 листопада — Всеукраїнський театральний фестиваль вистав на камерній сцені «Face to face» (м. Хмельницький)[311][312][313]
- 23—29 листопада — XI Міжнародний драматургічний освітній фестиваль «Тиждень актуальної п'єси» (м. Херсон, Львів, Хмельницький, Харків, Київ)[314][315]
- 3 грудня — III Всеукраїнський театральний фестиваль-премія «GRA» (м. Київ)[316][317][318]
  - Краща вистава для дітей — «Аліса. Дивовижна подорож» (реж. Ірина Ципіна, Перший театр, м. Львів); «На хвилі» (реж. Юліта Ран, Полтавський академічний обласний театр ляльок)
  - Краща пошуково-експериментальна вистава — «Дванадцята ніч, або Що захочете» (реж. Олексій Гнатковський, Івано-Франківський національний академічний драматичний театр ім. Івана Франка); «Сімейний альбом / Album di Famiglia» (реж. Маттео Сп'яцці, Київський академічний театр драми і комедії на лівому березі Дніпра)
  - Краща хореографічна/балетна/пластична вистава — Переможця не оголошено через відсутність конкурентів.
  - Краща музична вистава у жанрі опери/оперети/мюзиклу — «La Traviata» / «Травіата» (реж. Євген Лавринчук, Одеський національний академічний театр опери та балету); «Любов до трьох апельсинів» (реж. Армен Калоян, Харківський національний академічний театр опери та балету ім. Миколи Лисенка)
  - Краща вистава камерної сцени — «Ласкаво просимо до пекла» (реж. Андрій Білоус, Київський національний академічний Молодий театр); «Лимерівна» (реж. Іван Уривський, Національний академічний драматичний театр ім. Івана Франка); «MIŁOŚĆ / Любов» (реж. Миколай Миколайчик, Київський академічний театр «Золоті ворота»)
  - Краща драматична вистава — «Альбатроси» (реж. Стас Жирков, Київський академічний театр драми і комедії на лівому березі Дніпра); «Енеїда-XXI» (реж. Максим Голенко, Одеський академічний український музично-драматичний театр ім. В. Василька та «Дикий Театр»); «Пер Ґюнт. Сповідь загубленого „Я“» (реж. Роман Козак, Сумський обласний академічний театр драми та музичної комедії ім. М. Щепкіна)

## Нагороди
- Премія імені Леся Курбаса — Євген Лавренчук, головний режисер Одеського національного театру опери та балету за постановку опери «Травіата» Дж. Верді[319]
- Мистецька премія «Київ» (у галузі театрального мистецтва — мистецька премія «Київ» імені Амвросія Бучми) — Скляренко Олексій Володимирович — актор, хореограф, режисер — за вистави «Білоксі-блюз» Н. Саймона (2017 р.). «Бережіть Флоренс» Н. Саймона (2019 р.), «Кураж» за п'єсою Б. Брехта (2019 р.), «Нетутешній» К. Ветлінгера (2017 р.), «Соломон у спідниці» за п'єсою Л. Уліцької (2017 р.).[320]
  - В номінації також були представлені: Артіменьєв Артур Леонідович — режисер Київського академічного театру юного глядача на Липках — за інсценізацію та постановку вистави «Місто» за романом В. Підмогильного (2017 р.); Буравський Микола Олександрович — головний режисер Київського академічного театру українського фольклору «Берегиня», народний артист України — за вистави «Українські вечорниці» (2018 р.), «Чумацький шлях» (2018 р.), «Козацька Слава» (2019 р.), музичний супровід «Тіні забутих предків» (2019 р.); Данильченко Олександр Борисович — провідний майстер сцени Київського академічного драматичного театру на Подолі — за головну роль у виставі «Продавець дощу» Р. Неша (2018 р.); Іванченко Олена Ігорівна — режисерка, актриса, директор-художній керівник Київського камерного театру «Дивний замок» — за творчий доробок (2017—2019 рр.), за виставу «Казка про кам'яного хлопчика та вічну любов» (2019 р.), за авторську програму «Україна — Корея Forever» (2019 р.); Сипливий Сергій Георгійович — провідний майстер сцени Київського академічного драматичного театру на Подолі — за головну роль у виставі «Шестеро характерів ненаписаної комедії» Л. Піранделло (2018 р.).[321]
- Національна премія України імені Тараса Шевченка (театральне мистецтво) — опера-реквієм «IYOV» (Йов), реж. Влад Троїцький, композитори Роман Григорів та Ілля Разумейко, 2015 рік.[322]
- Премія Київського міського голови за особливі досягнення молоді у розбудові столиці України — міста-героя Києва у 2020 році (творчі досягнення) — Тетяна Матасова, режисер-постановник Київського академічного театру українського фольклору «Берегиня»[323]
- Незалежна театральна премія ім. В'ячеслава Панченка (м. Харків)[324]
- Премія імені Василя Стуса — Ахтем Сеітаблаєв, актор, режисер[325]
- Премія імені А. Ф. Шекери у галузі хореографічного мистецтва — Артем Шошин, заслужений артист України, артист балету-провідний майстер сцени комунального закладу "Театрально-видовищний заклад культури «Академічний театр „Київ Модерн-балет“, засновник і художній керівник „Молодий балет Волині“ — за сукупність постановок балетних вистав: „Історії у стилі танго“, „Легенда про вічне кохання“ та „Лускунчик“ (22 жовтня 2020)[326]
- Премія Women in Arts (категорія „Театр і фільм“) в межах руху солідарності за ґендерну рівність #HeForShe в Україні — Наталія Ворожбит
- Премії НСТДУ (24 грудня онлайн на сторінці НСТДУ у facebook[327]):
  - Премія імені Мар'яна Крушельницького — Шаварський Олег Микитович, актор Національного академічного драматичного театру ім. І. Франка, професор кафедри Київського національного університету театру, кіно і телебачення ім. І. Карпенка-Карого, народний артист України (подання Київського місцевого творчого відділення)
  - Премія імені Марії Заньковецької — Федоришина Алла Луківна, акторка Львівського академічного театру „Воскресіння“, заслужена артистка України (подання Львівського міжобласного відділення)
  - Премія „Наш Родовід“ — Кадирова Лариса Миколаївна, актриса Національного академічного драматичного театру ім. І. Франка, Київської академічної майстерні театрального мистецтва „Сузір'я“, народна артистка України, лауреатка Шевченківської премії (подання Київського місцевого творчого відділення) та Коливанова Світлана Іванівна, головна балетмейстерка Харківського національного академічного театру опери і балету ім. М. Лисенка, народна артистка України (подання Харківського міжобласного відділення)
  - Премія імені Федора Нірода в галузі сценографічного мистецтва — Прокоф'єва Світлана Анатоліївна, головна художниця Одеського академічного театру ляльок, заслужений діяч мистецтв України (подання Одеського міжобласного відділення)
  - Премія імені Миколи Садовського — Бордюг Ірина Вячеславівна, комерційна директорка Херсонського обласного академічного українського музично-драматичного театру ім. М. Куліша (подання Одеського міжобласного відділення)
  - Премія імені Сергія Данченка — Чирипюк Дмитро Іванович, режисер Національного академічного драматичного театру ім. І. Франка, народний артист України (подання Київського місцевого творчого відділення)
  - Премія імені Віктора Афанасьєва в галузі лялькового театру — Попов Леонід Петрович, доцент, викладач кафедри акторського мистецтва та режисури театру ляльок Київського національного університету театру, кіно і телебачення ім. І. Карпенка-Карого, заслужений артист України (подання Київського місцевого творчого відділення). Режисер, педагог
  - Премія імені Панаса Саксаганського — Коваль Ігор Миколайович, директор, головний режисер Харківського академічного театру музичної комедії, заслужений діяч мистецтв України (подання Харківського міжобласного відділення)
  - Премія в галузі театрознавства і театральної критики — Фіалко Валерій Олексійович, завідувач кафедрою театрознавства Київського Київського національного університету театру, кіно і телебачення ім. І. Карпенка-Карого, заслужений діяч мистецтв України (подання Київського місцевого творчого відділення)
- Премія імені Лесі Українки (номінація „Театральні вистави для дітей та юнацтва“) — вистава „Снігова королева“ (реж. Давид Петросян, сценограф Петро Богомазов, композитор Олександр Кохановський, Національний академічний драматичний театр імені Івана Франка)[328]
- Корона „Дня“ — відзнака щоденної всеукраїнської газети „День“
  - за результативність творчих пошуків в області українського оперного театру — Євген Лавренчук, головний режисер Одеського національного театру опери та балету, ректор Першої української школи театру і кіно[329]
  - за особисте членство в „Євросоюзі культури“ — Оксана Линів, диригентка[330]
  - за креативність, творчі пошуки та відданість українській класиці — Іван Уривський, режисер-постановник Київського Національного театру ім. Івана Франка, заслужений артист України, лауреат Державної театральної премії ім. Леся Курбаса, лауреат всеукраїнського фестивалю-премії „ГРА“ за виставу „Лимерівна“[331]

## Звання

### Народний артист України

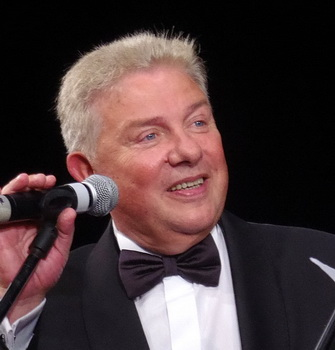
Олег Філімонов
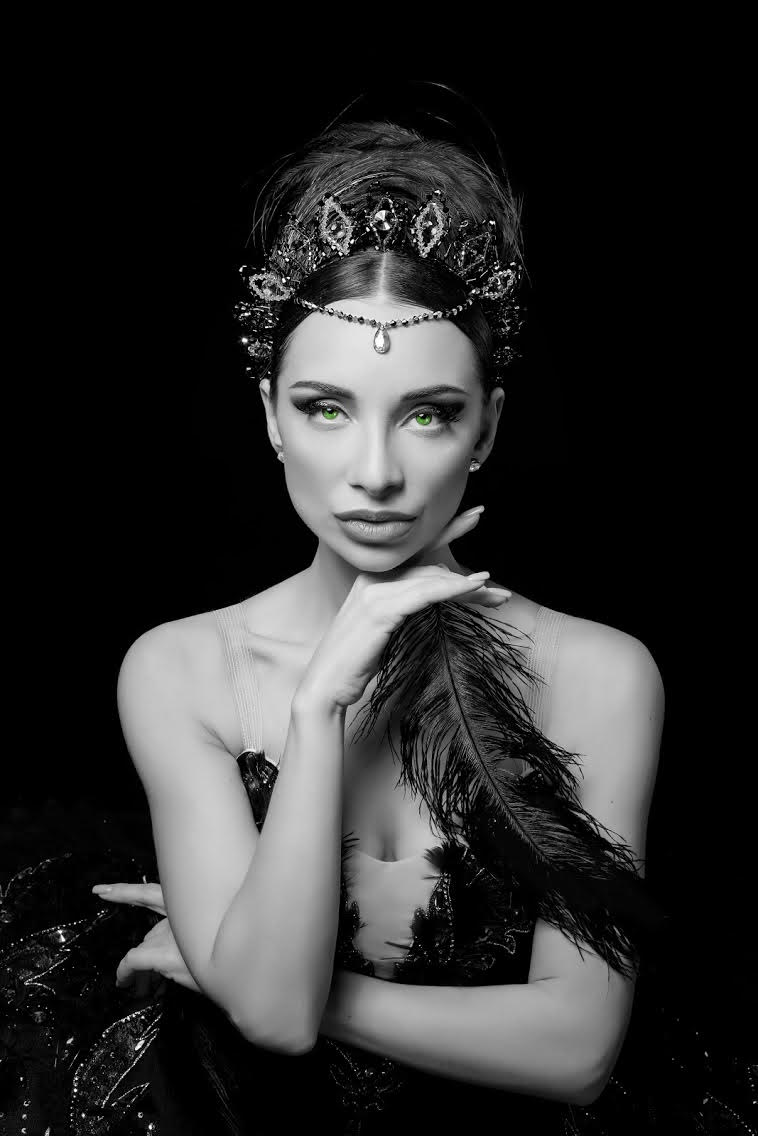
Христина Шишпор
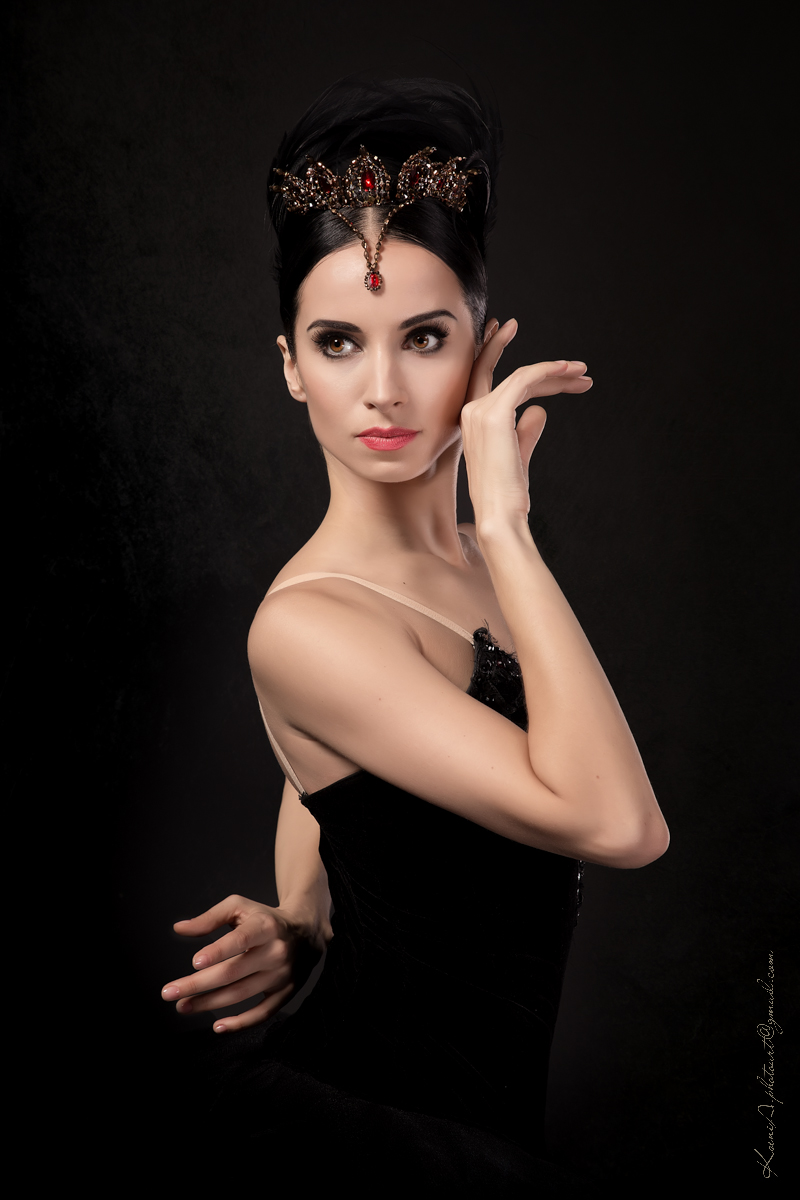
Наталія Мацак
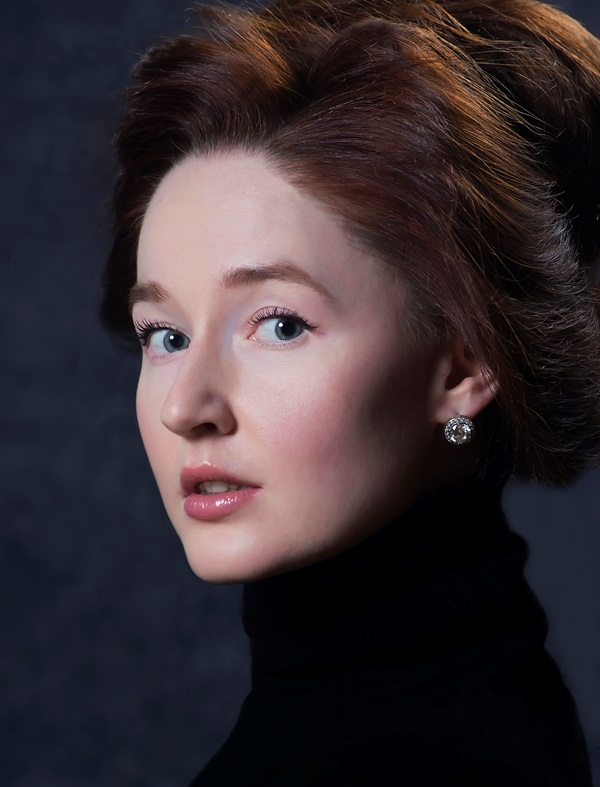
Анжеліка Савченко

- Баша Олена Петрівна — провідний майстер сцени Першого академічного українського театру для дітей та юнацтва (м. Львів)[332]
- Бутковська Валентина Петрівна — артистка-вокалістка Київського національного академічного театру оперети[333]
- Гапа Ольга Євстахівна — артистка, провідний майстер сцени Першого академічного українського театру для дітей та юнацтва (м. Львів)[334]
- Єна Олександра Володимирівна — артистка Національного академічного театру російської драми ім. Лесі Українки (м. Київ)[333]
- Мацак Наталія Олександрівна — артистка балету — провідний майстер сцени Національного академічного театру опери та балету України ім. Т. Шевченка (м. Київ)[332]
- Міхеєв Микола Миколайович — репетитор державного підприємства Національного академічного театру опери та балету України ім. Т. Шевченка (м. Київ)[335]
- Мочурад Богдан Іванович — головний диригент Національного академічного українського драматичного театру ім. Марії Заньковецької (м. Львів)[333]
- Ніколаєнко Володимир Іванович — артист Національного академічного драматичного театру ім. Івана Франка (м. Київ)[336]
- Ніколаєнко Любов Михайлівна — артистка драми, провідний майстер сцени Івано-Франківського академічного драматичного театру імені Івана Франка[335]
- Савченко Анжеліка Віталіївна — артистка драми — провідний майстер сцени Національного драматичного театру ім. І. Франка (м. Київ)[334]
- Сидор Орест Ярославович — соліст опери Львівського національного академічного театру опери та балету імені Соломії Крушельницької[337]
- Філімонов Олег Миколайович — артистові театру і кіно (м. Одеса)[334]
- Шишпор Христина Віталіївна — артистка балету (м. Київ)[333]

### Заслужений артист України

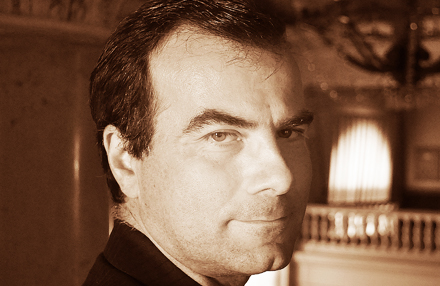
Олексій Рощак
Наталія Половинка
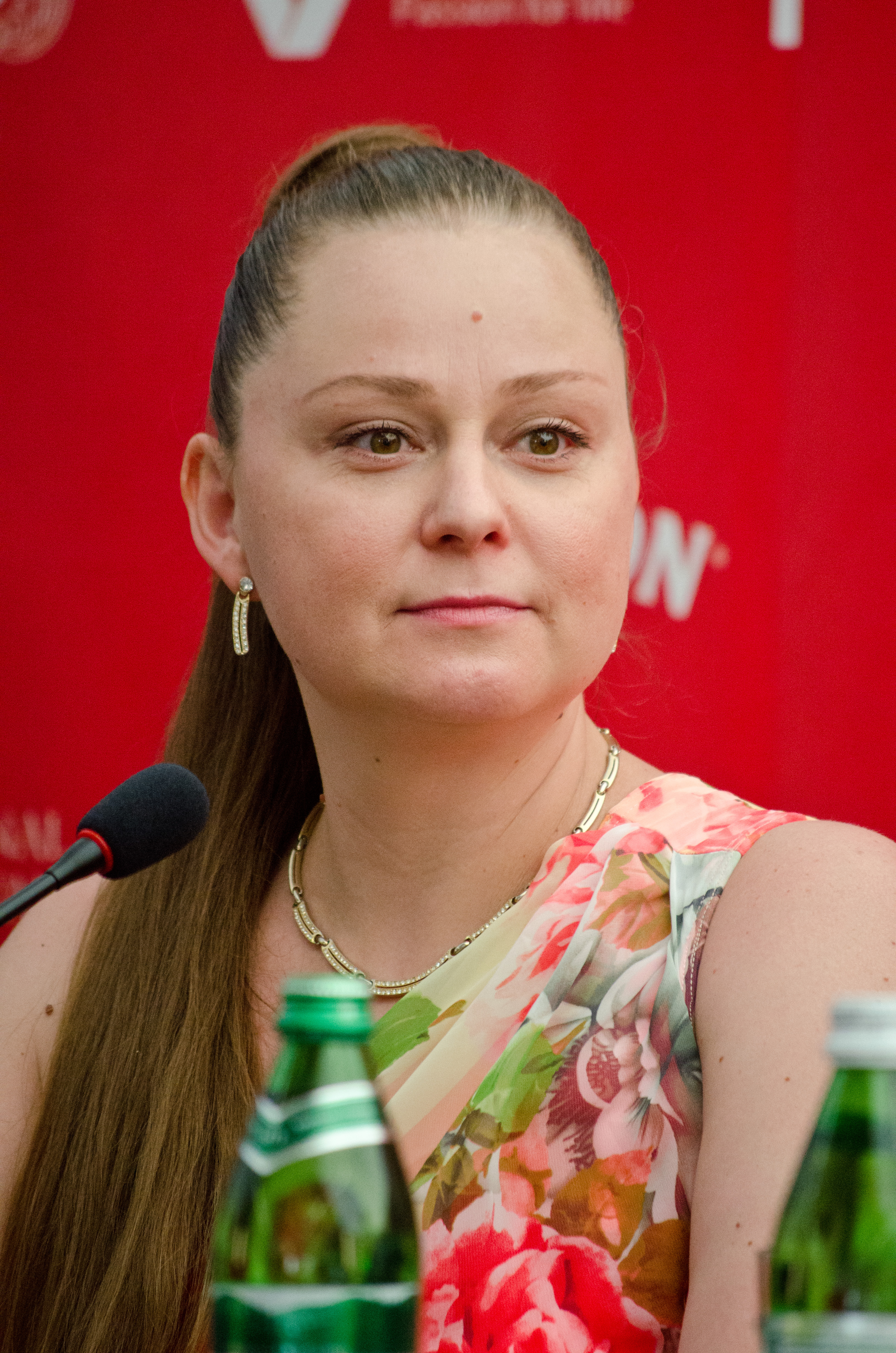
Віталіна Біблів
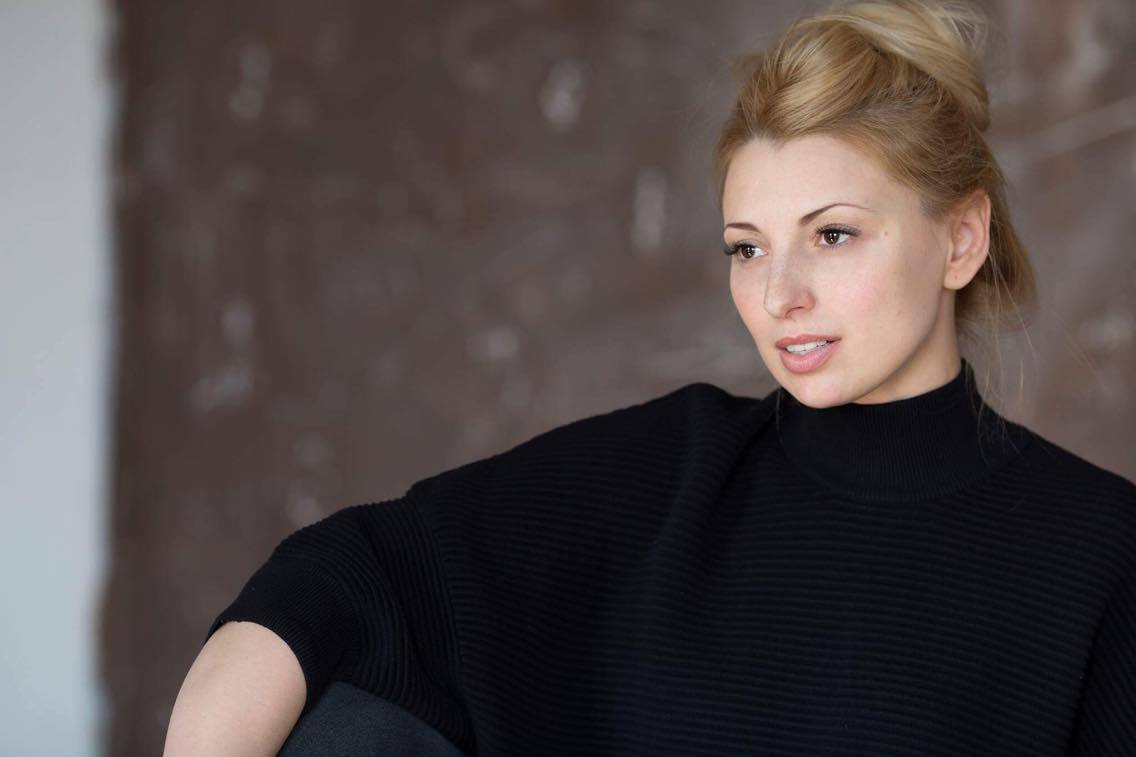
Вікторія Васалатій

- Барна Анатолій Михайлович — артист драми, заступник директора Закарпатського обласного театру драми та комедії[333]
- Біблів Віталіна Миколаївна — артистка — провідний майстер сцени театрально-видовищного закладу культури Київський академічний театр «Золоті ворота»[337]
- Бровченко Лариса Леонідівна — артистка хору Національного академічного театру опери та балету України ім. Т. Шевченка, м. Київ)[332]
- Бєлікова Інна Сергіївна — артистка драми театрально-видовищного закладу культури „Київський академічний театр юного глядача на Липках“[335]
- Брагіді Едуард Михайлович — артист-вокаліст, провідний майстер сцени комунального підприємства „Чернігівський обласний академічний український музично-драматичний театр імені Тараса Шевченка“[335]
- Васалатій Вікторія Віталіївна — артистка Національного академічного драматичного театру ім. Івана Франка (м. Київ)[336]
- Власова Олеся Юріївна — артистка Київський академічний театр на Печерську»[333]
- Володін Олександр Володимирович — артист оркестру комунального закладу «Академічний музично-драматичний театр імені Лесі Українки міста Кам'янського» Кам'янської міської ради, Дніпропетровська область[338]
- Гамаюнов Євген Миколайович — артист Херсонського обласного академічного музично-драматичного театру імені М. Куліша[335]
- Гірник Тетяна Миколаївна — артистка драми Івано-Франківського національного академічного драматичного театру імені Івана Франка[333]
- Гофуров Руслан Рафікович — артист Київського академічного театру юного глядача на Липках[338]
- Гречуха Микола Семенович — артист оркестру Львівського національного академічного театру опери та балету імені Соломії Крушельницької[335]
- Гульченко Валентина Порфиріївна — артистка — провідний майстер сцени Одеський театр юного глядача Юрія Олеші[333]
- Гуриненко Геннадій Юрійович — артист-ляльковод — провідний майстер сцени Харківського державного академічного театру ляльок імені В. А. Афанасьєва[333]
- Дорошенко Людмила Михайлівна — артистка оркестру Національного драматичного театру ім. І. Франка (м. Київ)[332]
- Євдокименко Ігор Михайлович — соліст опери Національного академічного театру опери та балету України ім. Т. Шевченка (м. Київ)[338]
- Жевора Володимир Миколайович — провідний майстер сцени комунального підприємства культури Дніпровський академічний театр драми і комедії Дніпропетровської обласної ради[337]
- Жулевій Нонна В'ячеславівна — артистка драми Сумського обласного академічного театру драми та музичної комедії ім. М. С. Щепкіна"[332]
- Завгородня Вікторія Вікторівна — артистка — провідний майстер сцени Київського муніципального академічного театру ляльок на лівому березі Дніпра[333]
- Залуський Іван Володимирович — артист Національного академічного драматичного театру ім. Івана Франка (м. Київ)[336]
- Іванченко Дмитро Анатолійович — соліст опери — провідний майстер сцени Національного академічного театру опери та балету України ім. Т. Шевченка, м. Київ)[333]
- Кальченко Катерина Сергіївна — артистці балету Одеського національного академічного театру опери та балету[335]
- Кисіль Елеонора Вікторівна — артистка-вокалістка, провідний майстер сцени Харківського академічного театру музичної комедії[334]
- Козлов Володимир Васильович — артист-вокаліст Харківського національного академічного театру опери та балету ім. Миколи Лисенка[339]
- Кондратьєв Володимир Олександрович — соліст-вокаліст Одеського академічного театру музичної комедії імені М. Водяного[337]
- Максимюк Максим Володимирович — артист драми Київського академічного драматичного театру на Подолі[333]
- Маліченко Олександр Вікторович — артист оркестру Харківського національного академічного театру опери та балету ім. Миколи Лисенка[339]
- Маслаков Андрій Миколайович — соліст опери державного підприємства Національного академічного театру опери та балету України ім. Т. Шевченка (м. Київ)[337]
- Мацак Анатолій Миколайович — актор Закарпатського академічного обласного українського музично-драматичного театру ім≥ братів Юрія-Августина та Євгена Шерегіїв[333]
- Мельник Ірина Іванівна — артистка Національного академічного драматичного театру ім. Івана Франка (м. Київ)[336]
- Мишакова Алла Анатоліївна — артистка-вокалістка, провідний майстер сцени Харківського національного академічного театру опери та балету ім. Миколи Лисенка[339]
- Мороз Олег Богданович — артист оркестру Національного академічного театру опери та балету України ім. Т. Шевченка, м. Київ)[334]
- Новачук Таісія Георгіївна — артистка-вокалістка Херсонського обласного академічного музично-драматичного театру імені М. Куліша[337]
- Новостройна Наталія Миколаївна — провідний майстер сцени комунального підприємства культури «Дніпровський академічний театр драми і комедії» Дніпропетровської обласної ради[335]
- Панченко Денис Володимирович — артист балету, провідний майстер сцени Харківського національного академічного театру опери та балету ім. Миколи Лисенка[339]
- Полатайко Мирослава Любомирівна — артистка драми Івано-Франківського національного академічного драматичного театру імені Івана Франка[332]
- Поліщук Анна Василівна — концертмейстер театрально-видовищного закладу культури «Київський національний академічний театр оперети»[335]
- Поліщук-Московець Наталія Володимирівна — артистка драми державного підприємства «Національний академічний український драматичний театр імені Марії Заньковецької» (м. Львів)[335]
- Половинка Наталія Юхимівна — актриса, співачка, м. Львів)[334]
- Рощак Олексій Борисович — головний диригент комунального підприємства Чернігівський обласний академічний український музично-драматичний театр імені Тараса Шевченка Чернігівської обласної ради[337]
- Самсонова Марія Іванівна — артистка Першого українського театру для дітей та юнацтва (м. Львів)[335]
- Сачко Оксана Володимирівна — артистка Тернопільського академічного обласного українського драматичного театру імені Т. Г. Шевченка[335]
- Синиціна Ірина Анатоліївна — акторка, провідний майстер сцени Дніпровського міського театру ляльок «Театр актора і ляльки»[334]
- Смірнова Любов Миколаївна — артистка Львівського академічного обласного музично-драматичного театру ім. Юрія Дрогобича[333]
- Тишков Володимир Анатолійович — солістові опери державного підприємства Національного академічного театру опери та балету України ім. Т. Шевченка (м. Київ)[337]
- Уривський Іван Сергійович — режисер-постановник Національного академічного драматичного театру ім. Івана Франка (м. Київ)[335]
- Хмельов Сергій Віталійович — артист, концертмейстер групи державного підприємства «Національний академічний театр опери та балету України імені Тараса Шевченка», (м. Київ)[335]
- Шошин Артем Олександрович — артист — провідний майстер сцени академічного театру «Київ Модерн-балет»[333][340]
- Шпак Катерина Семенівна — артистка драми Волинського академічного обласного українського музично- драматичного театру імені Т. Г. Шевченка[335]

### Заслужений діяч мистецтв України
- Калоян Армен Мігранович — головний режисер Харківського національного академічного театру опери та балету ім. Миколи Лисенка[339]
- Лелюх Андрій Миколайович — художній керівник, режисер театру-студії «Данко» Центру художньої творчості вищого навчального закладу "Відкритий міжнародний університет розвитку людини «Україна» (м. Київ)[335]
- Мисечко Сергій Леонідович — директор — художній керівник Житомирського академічного обласного театру ляльок[333]
- Морозов Дмитро Петрович — головний диригент державного підприємства «Харківський національний академічний театр опери та балету імені Миколи Лисенка»[335]
- Османов Ділявер Мідатович — диригент Київського муніципального академічного театру опери і балету для дітей та юнацтва[335]
- Ткачук Богдан Юрійович — головний диригент Івано-Франківського національного академічного драматичного театру імені Івана Франка[333]

### Заслужений працівник культури України
- Бойко Костянтин Іванович — головний адміністратор Національного академічного театру опери та балету України ім. Т. Шевченка, м. Київ)[333]
- Гайдай Юрій Олександрович — заступник начальника цеху Національного академічного драматичного театру ім. Івана Франка (м. Київ)[336]
- Галич Анастасія Сергіївна — — начальник служби державного підприємства Національний академічний театр опери та балету України імені Тараса Шевченка (м. Київ)[338]
- Камлик Григорій Іванович — головний адміністратор комунального закладу «Запорізький академічний обласний театр ляльок» Запорізької обласної ради[335]
- Марчук Ярослав Ігорович — заступник начальника цеху Національного академічного драматичного театру ім. Івана Франка (м. Київ)[336]
- Матвєєва Лілія Борисівна — начальник відділу Національного академічного драматичного театру ім. Івана Франка (м. Київ)[336]
- Рохітна Катерина Петрівна — хормейстер Сумського обласного академічного театру драми та музичної комедії ім. М. Щепкіна[333]
- Сладкова Олена Геннадіївна — головний адміністраторо Київського національного академічного театру оперети[333]
- Токар Олег Іванович — режисер балетної трупи державного підприємства «Національний академічний театр опери та балету України імені Тараса Шевченка», м. Київ)[335]
- Шиманова Любов Юріївна — начальник відділу Національного академічного драматичного театру ім. Івана Франка (м. Київ)[336]

### Ордени
Орден князя Ярослава Мудрого IV ступеня
- Задніпровський Лесь (Олександр) Михайлович — артист Національного академічного драматичного театру ім. Івана Франка (м. Київ)[336]
- Козак Богдан Миколайович — провідний майстер сцени Національного академічного українського драматичного театру ім. Марії Заньковецької (м. Львів[337]

Орден князя Ярослава Мудрого V ступеня
- Хостікоєв Анатолій Георгійович — артист Національного академічного драматичного театру ім. Івана Франка (м. Київ)[336]
- Буравський Микола Олександрович — головний режисер театрально-концертного закладу культури «Київський академічний театр українського фольклору «Берегиня»»[335]

Орден «За заслуги» І ступеня
- Кравченко Олександр Іванович — артист-вокаліст, провідний майстер сцени театрально-видовищного закладу культури Київський національний академічний театр оперети[337]

Орден «За заслуги» ІІ ступеня
- Коливанова-Попеску Світлана Іванівна — головний балетмейстер Харківського національного академічного театру опери та балету ім. Миколи Лисенка)[339]
- Ступка Остап Богданович — артист Національного академічного драматичного театру ім. Івана Франка (м. Київ)[336]
- Сумська Наталя В'ячеславівна — артистка драми — провідний майстер сцени державного підприємства Національний академічний драматичний театр імені Івана Франка (м. Київ)[337]

Орден «За заслуги» ІІІ ступеня
- Баша Василь Васильович — артист Національного академічного драматичного театру ім. Івана Франка (м. Київ)[336]
- Паперний Євген Васильович — актор театру і кіно (м. Київ)[335]
- Романій Андрій Станіславович — артист Національного академічного драматичного театру ім. Івана Франка (м. Київ)[336]
- Стальчук Олег Миколайович — артист Національного академічного драматичного театру ім. Івана Франка (м. Київ)[336]
- Троїцький Владислав Юрійович — театральний режисер, драматург (м. Київ)[337]

Орден княгині Ольги ІІІ ступеня
- Алфімова Людмила Іванівна — артистка театру і кіно (м. Вінниця)[337]
- Зюбіна Римма Анатоліївна — актриса театрально-видовищного закладу культури Київський академічний Молодий театр[337] — актриса відмовилася від нагороди[341]
- Монастирська Людмила Вікторівна — соліст опери — провідний майстер сцени державного підприємства Національного академічного театру опери та балету України ім. Т. Шевченка (м. Київ)[337]
- Руснак Лариса Омелянівна — артистка Національного академічного драматичного театру ім. Івана Франка (м. Київ)[336]

## Конкурси на заміщення керівних посад
- 3 лютого — Цвілая Тетяна Володимирівна, директорка Харківського театру для дітей та юнацтва[342]
- 5 серпня — Братусь Наталія Іванівна, директор — художній керівник комунального закладу «Театрально-видовищний заклад культури „Київський муніципальний академічний театр ляльок на лівому березі Дніпра“[343]
- 29 вересня — Голенко Максим Георгійович, головний режисер Одеського академічного українського музично-драматичного театру ім. В. Василька[344][345]

## Діячі театру

### Одружилися
- 7 червня — Галина Баранкевич і Олексій Лейбюк — актори Франківського драмтеатру[346][347]
- 25 червня — Олександр Рудинський і Марія Заниборщ — актори Національного академічного драматичного театру ім. Івана Франка[348]
- 1 серпня — Дар'я Кривошей та Єгор Литвинов — актори Київського академічного театру юного глядача на Липках
- 18 серпня — Артур Пісковський та Дарина Степанюк — подружжя Пісковських — актори Театру на Михайлівській (м. Київ)
- 19 серпня — Максим Борисов і Лілія Дяченко — актори Кіровоградського обласного академічного театру ляльок

### Померли

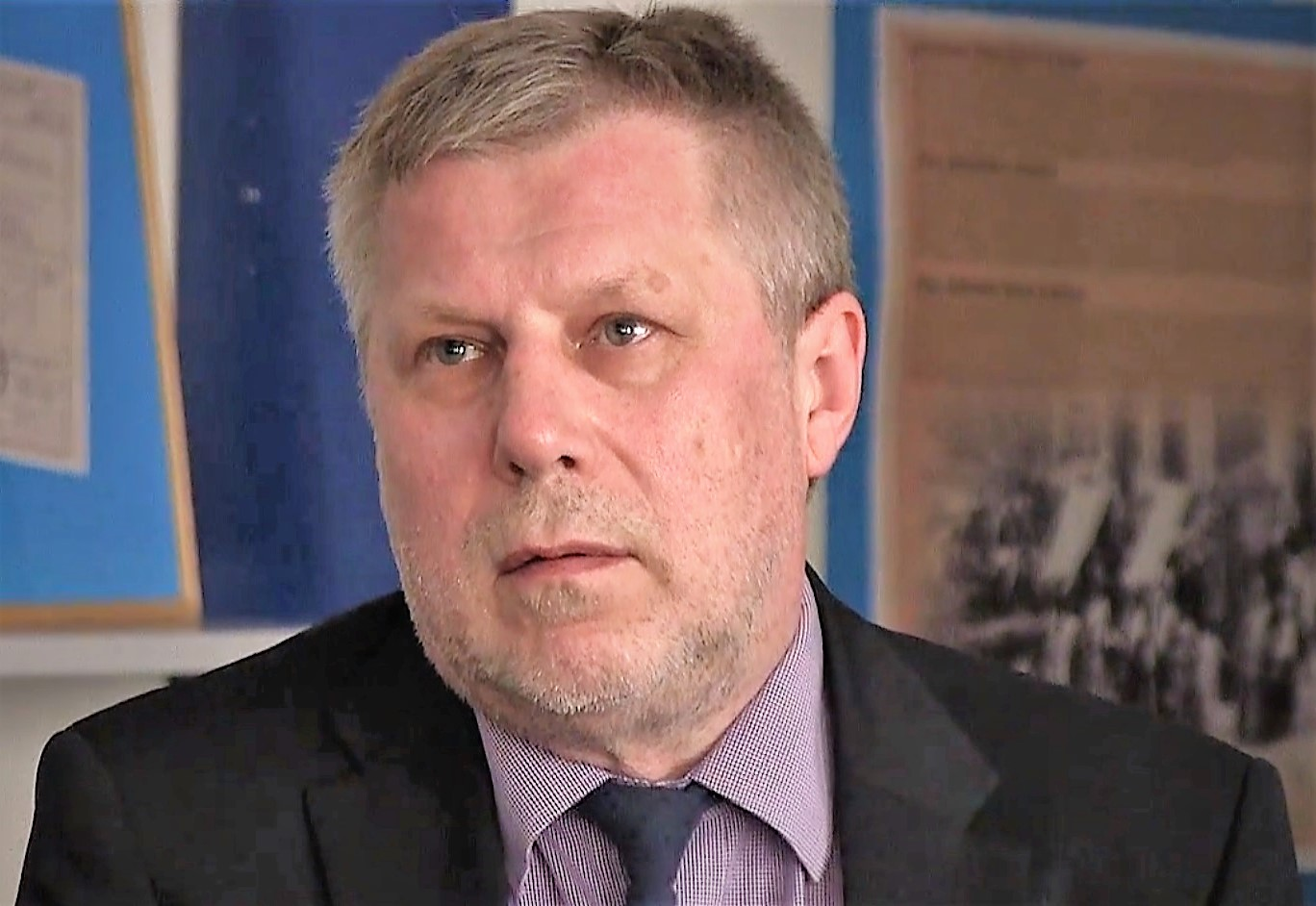
Фаустас Латенас (64)
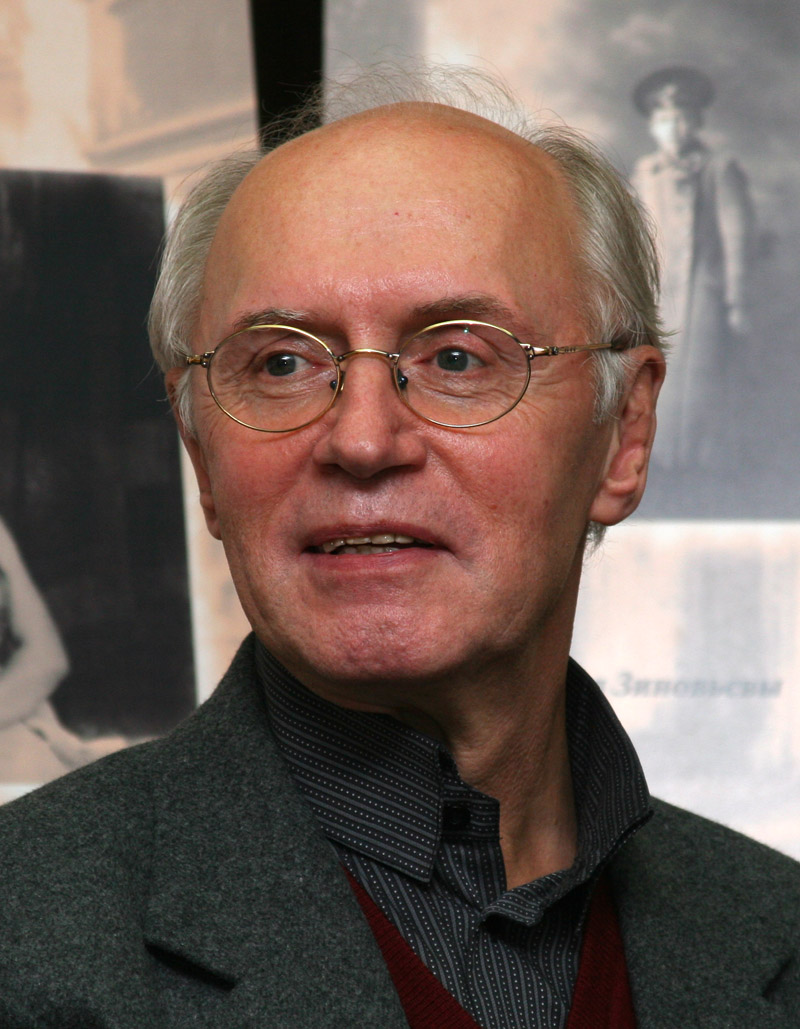
Борис Плотников (71)
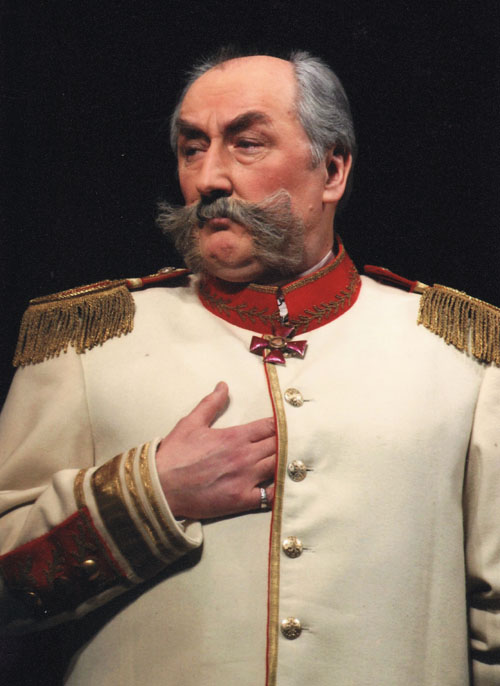
Борис Клюєв (76)
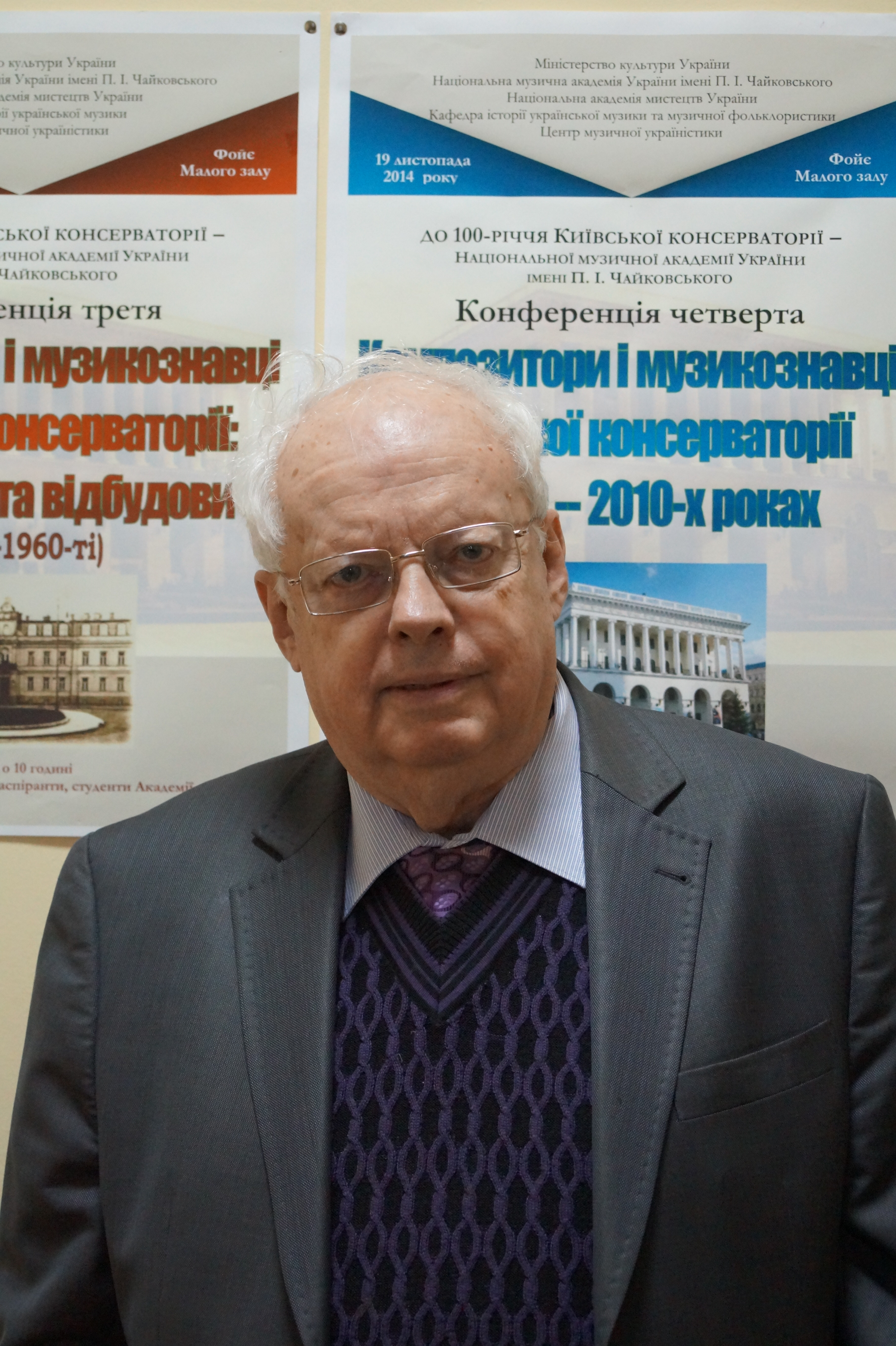
Мирослав Скорик (81)
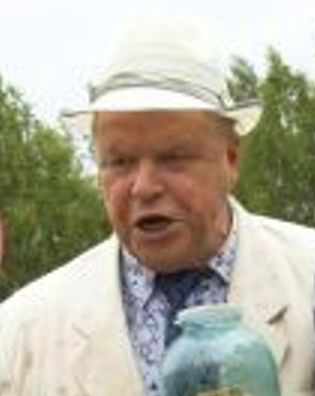
Михайло Кокшенов (83)
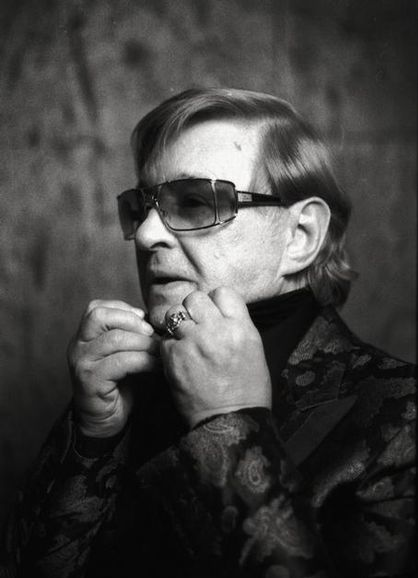
Роман Віктюк (84)
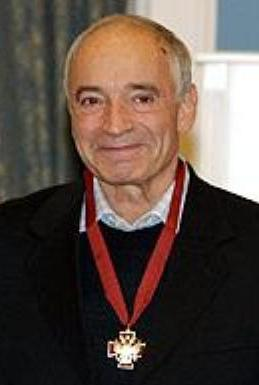
Валентин Гафт (85)
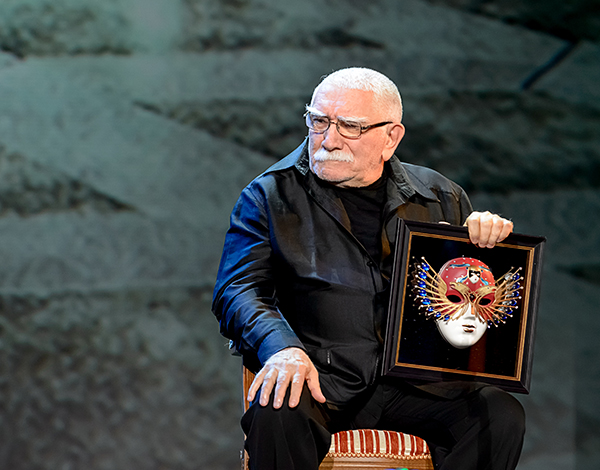
Армен Джигарханян (85)
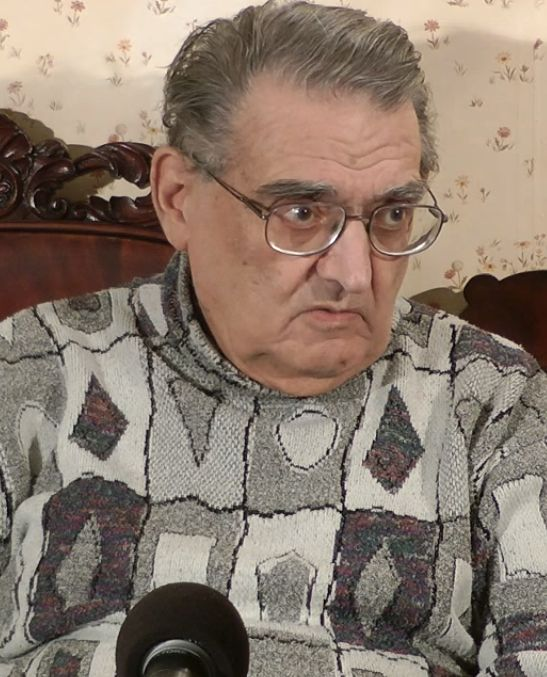
Леонід Зорін (95)

Січень
- 27 січня —
  -  Віталій Селезньов (80) — актор, режисер, головний режисер Вінницького державного академічного музично-драматичного театру ім. М. Садовського, Народний артист України (1993).

Лютого
- 16 лютого —
  -  Маргарита Бондарева (83) — актриса Київського академічного театру драми і комедії на лівому березі Дніпра.[349]

Березень
- 20 березня —
  -  Станіслав Гаудасинський[ru] (83) — радянський та російський оперний режисер. Завідувач кафедри режисури музичного театру в Санкт-Петербурзької консерваторії, професор.[350]
  -  Ярослав Федоришин (64) — український театральний діяч, режисер, актор, Заслужений діяч мистецтв України, засновник та художній керівник Львівського академічного духовного театру „Воскресіння“, директор Міжнародного театрального фестивалю „Золотий Лев“[351][352]

- 24 березня —
  -  Терренс Макнеллі[en] (81) — американський драматург, лібретист, сценарист.[353]
  -  Анатолій Мокренко (87) — український оперний співак (баритон), соліст Київського оперного театру, генеральний директор та художній керівник Національної опери України ім. Тараса Шевченка.[354]
  -  Петро Мосійчук (87) — заслужений працівник культури України, багаторічний керівник аматорського театру Колківського будинку культури, художник, скульптор, режисер, оповідач.

- 31 березня —
  -  Гарік Вепшковський (35) — актор мінського Молодіжного театру[be][355]
  -  Леонід Зорін (95) — радянський та російський письменник, поет, перекладач, драматург та сценарист.[356]

Квітень
- 2 квітня —
  -  Людмила Марина (82) — провідна солістка балету Львівського національного академічного театру опери та балету ім. Соломії Крушельницької[357]

- 9 квітня —
  -  Юлія Гасилина (49) — українська театральна режисерка, мім, актриса театру „Жарт“, спів-засновниця Українського Мім Центру, театру-студії „МІСТ“ та театрального центру „Пасіка“ в Києво-Могилянській академії

- 22 квітня —
  -  Олександр Чуніхін (71) — директор — художній керівник Київського муніципального театру ляльок на Лівому березі Дніпра, професор, заслужений діяч мистецтв України, заслужений працівник культури РФ.

Червень
- 1 червня —
  -  Раїса Гулак (92) — солістка 15 оперних театрах Радянського Союзу, педагог.[358]
  -  Мирослав Скорик (81) — композитор і музикознавець, Герой України, народний артист України, лауреат премії ім. Т. Г. Шевченка, кандидат мистецтвознавства, співголова Спілки композиторів України в 2006—2010 роках, художній керівник Київської опери (2011—2016).[359]

- 4 червня —
  -  Михайло Кокшенов (83) — радянський та російський актор, кінорежисер та сценарист. Народний артист Росії (2002).[360]

- 9 червня —
  -  Анатолій Трушкін (78) — радянський та російський письменник-сатирик, сценарист, драматург.[361]

- 29 червня —
  -  Вільям Кончаков (???) — актор Кримського академічного театрк ляльок, заслужений артист АРК[362]

- 30 червня —
  -  Віктор Проскурін (68) — радянський і російський актор театру та кіно.[363][364]

Липень
- 1 липня —
  -  Майя Пазич (82) — акторка Київського театру на Липках, народна артистка України[365][366]

- 24 липня —
  -  Валентина Прокопенко (???) — директорка Одеського академічного українського музично-драматичного театру ім. В. Василька (з 2001 по 2017), заслужений працівник культури України[367]

- 30 липня —
  -  Оксана Вороніна (52) — українська актриса театру і кіно, актриса Національного академічного театру російської драми ім. Лесі Українки[368]

Серпень
- 9 серпня —
  -  Віталій Савчук (???) — український актор, режисер, співкерівник творчого об'єднання „Вітряк“

- 16 серпня —
  -  Микола Губенко (78) — радянський і російський актор театру та кіно.[369]

- 18 серпня —
  -  Христина Фіцалович (82) — українська актриса, Народна артистка УРСР (1986), професор кафедри сценічного мистецтва і хореографії Навчально-наукового інституту мистецтв Прикарпатського національного університету ім. Василя Стефаника[370]

- 19 серпня —
  -  Ірина Савельєва (89) — балерина, педагог, Народна артистка Білорусі[371]

- 26 серпня —
  -  Богдан Стецько (76) — український актор, Заслужений артист України, актор Тернопільського академічного обласного драматичного театру ім. Тараса Шевченка[372]

Вересень
- 1 вересня —
  -  Євгенія Золотова (91) — українська режисерка, режисерка-постановниця Чернівецького українського музично-драматичного театру ім. Ольги Кобилянської, народна артистка УРСР (1981)
  -  Борис Клюєв (76) — радянський і російський актор театру та кіно[373]
  -  Ірина Печерникова (74) — радянська і російська актриса театру та кіно[374]

- 7 вересня —
  -  Борис Яцик (75) — артиста хору Київського національного академічного театру оперети

- 17 вересня —
  -  Валентин Пучков-Сорочинський (67) — головний хормейстер Дніпровського академічного театру опери та балету, заслужений діяч мистецтв України

- 18 вересня —
  -  Сергій Лукашенко (???) — заслужений артист України, актор Одеського театру музичної комедії ім. М. Водяного[375]

- 21 вересня —
  -  Дмитро Жулін[ru] (43) — російський актор театру і кіно, актор Державного академічного Малого театру Росії[376]

- 22 вересня —
  -  Володимир Ячмінський (84) — народний артист України, актор Тернопільського академічного обласного драматичного театру ім. Т. Г. Шевченка[377]

- 24 вересня —
  -  В'ячеслав Войнаровський (74) — радянський і російський оперний співак (тенор), актор театру, кіно та естради, соліст Московського академічного музичного театру ім. К. С. Станіславського і В. І. Немировича-Данченка (з 1972 року), запрошений соліст Большого театру. Народний артист Російської Федерації (1999)[378]

- 27 вересня —
  -  Дмитро Грищенко (24) — актор Чернігівського обласного молодіжного театру[379]

- 28 вересня —
  -  Віктор Марущенко (74) — український фотограф, художник, арт-критик, викладач[380][381]

Жовтень
- 3 жовтня —
  -  Лідія Кушкова (81) — актриса, провідна майстер сцени, народна артистка України, режисерка-постановниця Дніпровського академічного українського музично-драматичного театру ім. Тараса Шевченка

- 12 жовтня —
  -  Євген Плаксін (75) — Заслужений артист України, актор Харківського академічного українського драматичного театру ім. Тараса Шевченка

- 14 жовтня —
  -  Віктор Стариков (73) — директор-художній керівник Донецького академічного обласного театру ляльок[382]

- 18 жовтня —
  -  Ілля Епельбаум[ru] (59) — засновник московського театру «Тінь»[ru][383]

- 19 жовтня —
  -  Валерій Ковтуненко (69) — народний артист України, кандидат мистецтвознавства, з 1973 по 1990 роки артист драми Дніпропетровського українського музично-драматичного театру ім. Т. Г. Шевченка

- 23 жовтня —
  -  Ніна Цикалюк (67) — артистка балету

- 28 жовтня —
  -  Світлана Чибісова (93) — українська актриса, народна артистка УРСР (1972), актриса Харківського українського драматичного театру ім. Тараса Шевченка (1951—1988)

- 29 жовтня —
  -  Давид Авдиш (59) — артист балету, хореограф, художній керівник театру-вар'єте „Тройка“ (1984–98), головний балетмейстер трупи „Ленінградська естрада“ (1988–98), художній керівник Петербургського мюзик-холу (1998—2002), головний балетмейстер Пермського ДАТОБ ім. П. Чайковського (2002–03), головний балетмейстер Оперної студії С.-Петербурської консерваторії (від 2007).

Листопад
- 3 листопада —
  -  Фаустас Латенас (64) — литовський композитор та театральний діяч[384][385]

- 5 листопада —
  -  Ігор Назаров (43) — український актор, актор Київського академічного театру на Печерську[386]

- 6 листопада —
  -  Михайло Жванецький (86) — радянський та український письменник[387]

- 10 листопада —
  -  Олександр Лукаш (72) — актор театру і кіно, актор театру «У Микитських воріт»[ru][388]

- 14 листопада —
  -  Армен Джигарханян (85) — радянський, вірменський і російський актор театру і кіно. Народний артист СРСР (1985)[389]

- 15 листопада —
  -  Володимир Балкашинов (59) — український театральний і кінорежисер, актор, головний режисер Донецького академічного обласного драматичного театру (1989 — 1993), заслужений діяч мистецтв України[390]

- 16 листопада —
  -  Леонід Садовський (71) — український режисер, завідувача кафедри майстерності актора Харківського національного університету мистецтв імені І. П. Котляревського, Заслужений діяч мистецтв України, професор[391][392]

- 17 листопада —
  -  Роман Віктюк (84) — радянський, український, російський театральний режисер, народний артист України, народний артист Росії[393][394][395]

- 19 листопада —
  -  Сергій Бархин[ru] (82) — радянський і російський сценограф, художник, художник книги, архітектор, письменник. Народний художник РФ (1998), заслужений діяч мистецтв РРФСР, Академік Російської академії мистецтв[396][397]

- 21 листопада —
  -  Михайло Марущак (???) — адміністратор Національного театру ім. Івана Франка, перший директор Київського молодіжного театру, директор учбового театру Київського національного університет театру, кіно і телебачення імені Івана Карпенка-Карого

- 27 листопада —
  -  Тереза Перета (86) — акторка театру і кіно, провідна актриса Івано-Франківського національного академічного обласного музично-драматичного театру ім. Івана Франка, Народна артистка України (2009)[398]

Грудень
- 2 грудня —
  -  Борис Плотников (71) — радянський, російський актор театру і кіно. Заслужений артист Російської Федерації (1992), Народний артист Росії (1998), Кавалер ордена Пошани (2005)[399]

- 5 грудня —
  -  Антон Мілочкін (71) — російський театральний режисер[400]

- 8 грудня —
  -  Володимир Полубоярцев[ru] (70) — соліст-вокаліст, провідний майстер сцени, режисер-постановник Криворізького академічного театру ім. Тараса Шевченка, Народний артист України[401][402]

- 9 грудня —
  -  В'ячеслав Єзепов (79) — радянський і російський актор театру і кіно, Народний артист РРФСР (1989), Народний артист України (2004)

- 12 грудня —
  -  Валентин Гафт (85) — радянський і російський актор театру та кіно, Народний артист РРФСР (1984)[403]

- 18 грудня —
  -  Віктор Рогачов (70) — перший соліст балету Дніпропетровський академічний театр опери та балету, педагог-репетитор

- 19 грудня —
  -  Олександр Аркадін-Школьник (67) — режисер, педагог, заслужений діяч мистецтв України, завідувача кафедри режисури Харківського національного університету мистецтв імені Котляревського

## Театральна література
- Багряна Анна. Над Часом: п’єси для дітей. — Луцьк–Київ : ПВД «Твердиня» – Національний центр театрального мистецтва ім. Леся Курбаса, 2020. — 136 с. — («ЛітТЕАТР ХХІ») — ISBN 978-617-517-318-3.[404]
- Тетяна Кінзерська. Талан і талант (вистава-концерт) та інше. — Київ : «Український пріоритет», 2020. — ISBN 978-617-7656-75-2.
- ГО «Галерея сценографії» та Державний музей театрального, музичного та кіно-мистецтва України (упорядник Богдан Поліщук). Український театральний костюм ХХ–XXI. Ескізи (12 листівок А6). — Видавець Олександр Савчук, 2020. — 1000 прим.[405]
- Лариса Брюховецька, Вікторія Котенок. Талант і гра. Українські актори театру і кіно. — Київ : «Саміт-книга», 2020. — 400 с. — ISBN 978-966-986-268-6.[406][407]
- Анна Багряна, Ярослав Верещак, Олександр Вітер, Олександр Гаврош, Богдан Жолдак, Надія Марчук, Олег Миколайчук-Низовець, Неда Неждана, Анатолій Покришень, Ігор Юзюк. «Часо&Простір». Антологія історичної української драми: збірка п'єс / упоряд. Надія Мірошниченко). — Київ : «Саміт-книга», 2020. — ISBN 978-966-986-272-3.[408][409][407]
- Наталія Колесніченко-Братунь. Ужвій. У піжмурки з долею. — Харків : «Фоліо», 2020. — 128 с. — ISBN 978-966-03-9161-1.[410]
- Василь Неволов. Поки перо рука тримає…: збірка п'єс. — Київ : «Саміт-книга», 2020. — 272 с.[411]

### Театрально–літературні проєкти
- Книжка на сцені» — видавничо-театральна серія перформативних читань у Києві та Львові упродовж серпня-вересня 2020 року Видавництва Анетти Антоненко у співпраці із Книжковим Арсеналом та Book Forum (кураторка проєкту — Лариса Андрієвська)[412]. У вигляді відеоверсії режисерських читок вийшли чотири вистави:
  - «Книжконюх» Тьєррі Дебру (переклад — Іван Рябчій, режисерка — Ганна Турло, Малий театр, м. Київ)[413]
  - «Людина Подушка» Мартіна МакДони (переклад — Олекса Негребецький, режисерка — Олена Апчел, Малий театр, м. Київ)[414]
  - «Оперета» Вітольда Ґомбровича (переклад — Лариса Андрієвська, режисер — Дмитро Захоженко), Театр Лесі, м. Львів)[415]
  - «Ковзанка» Лаури Сінтії Черняускайте (переклад — Беатріче Белявців, режисер — Дмитро Захоженко), Театр Лесі, м. Львів)[416]

### Підсумки
- Нотатки глядача про театральний сезон 2019/2020: підбиття підсумків (Наталья Болгарова, 26 червня 2020) [Архівовано 26 червня 2020 у Wayback Machine.]
- Людмила ВЕРБИЦЬКА (27 червня 2020). О. Вергелис: «Карантин разительно изменил культурную жизнь страны» (ua) . «Golos.ua». Архів оригіналу за 29 червня 2020. Процитовано 2020-6-29.
- «Украдене щастя» живого театру. Критики — про пандемічний театральний рік [Архівовано 28 грудня 2020 у Wayback Machine.] (Олег Вергеліс, Ольга Стельмашевська, Ірина Чужинова), Укрінформ, 28 грудня 2020
- Український театр у карантинному 2020-му: час дорослішати [Архівовано 30 грудня 2020 у Wayback Machine.] (Анастасія Гайшенець, Лівий берег, 29 грудня 2020)
- Кризи, пам'ять та мистецтво: про що писав відділ «Культура» у 2020-му [Архівовано 30 грудня 2020 у Wayback Machine.] (Дарія Бадьйор, редакторка відділу «Культура», Лівий берег, 30 грудня 2020)
- Lockdown-History драма. Український театр у 2020 році: підсумки, надії та очікування [Архівовано 25 лютого 2021 у Wayback Machine.] (Юлія Голоднікова, «Суспільне: Культура», 31 грудня 2020)
- Культура, яка бореться за свої права. 15 найкращих українських культурних проєктів 2020 року — вибір УКФ [Архівовано 23 січня 2022 у Wayback Machine.] (31 грудня 2020)
- Чи буває опера сучасною? [Архівовано 22 жовтня 2020 у Wayback Machine.] (Андрій Бондаренко, ГО «Український інтерес», 3 лютого 2020)